# ブダペストのドナウ河岸とブダ城地区およびアンドラーシ通り
ブダペストのドナウ河岸とブダ城地区およびアンドラーシ通り（ブダペストのドナウかがんとブダじょうちくおよびアンドラーシどおり）は、ハンガリーの世界遺産の一つである。ハンガリーの首都ブダペストはその美しさに定評があり、「ドナウの真珠」、「ドナウのバラ」、「ドナウの女王」、「東欧のパリ」など、それを称える異名をいくつも持っている。この世界遺産はその街並みが登録されたもので、登録名が示すようにドナウ川両岸の歴史地区、そして大陸ヨーロッパ初の地下鉄が通るアンドラーシ通りが対象となっている。
登録名の日本語訳には、細かいものも含めるとかなりの揺れがある。それについては、後述を参照のこと。

## 歴史的背景
世界遺産構成資産については後述するが、その前提となる歴史的背景についてあらかじめ概説しておく。
ブダペストの歴史は、2世紀に築かれたローマ帝国の植民都市アクインクム (Aquincum) から始まった。アクインクムは現在のオーブダ地区周辺を中心としており、オーブダには神殿、水道橋、モザイク画の床など、アクインクム時代の都市遺跡が残っている。
マジャール人の移住は9世紀のことで、一帯はむしろ、かつてコントラ・アクインクム（アクインクムの対岸）と呼ばれていた地区（現ペシュト）を中心に発達した。
ハンガリーは1241年から1242年にかけてモンゴル帝国の侵攻を受け、その防衛の必要性からペシュトの対岸の丘に城塞が築かれ、エステルゴムから都が移された。これがブダ地区の発展の始まりである。その王宮の丘は、特に先進的なルネサンス文化をイタリアから取り入れた15世紀後半に発展したが、16世紀にはオスマン帝国に占領された。オスマン帝国時代にはキリスト教聖堂はモスクに転用され、ブダ城も事故によって大きく損壊した。
17世紀末に神聖ローマ帝国領となった後、特にマリア・テレジアの治世下などで建造物群の修復や増築が大規模に行われたが、諸国民の春における民衆蜂起によって、ブダ城などが被害を受けた。
1872年にはブダ、オーブダ、ペシュトの3地区の統合が決まり、現在のブダペストが成立した。同じ頃のハンガリーはオーストリア＝ハンガリー帝国の成立で自治が認められたことから民族意識が高まっており、1896年の建国一千年祭に向け、様々な建築物の改築や新築が進められ、街並みが整えられていった。この中心を担ったのが市の公共事業委員会（1870年設立）で、アンドラーシ通りの建設なども含め、都市計画に基づく街づくりが行われていった。
その建物や橋の多くも第二次世界大戦やハンガリー動乱などで被害を受けたが、20世紀半ば以降に復元され、現在の歴史地区には19世紀後半に整備された町並みがおおむね保存されている。第二次世界大戦後のブダペスト市民の再建姿勢は、できるかぎり忠実に復元させることを重視する一方で、杓子定規に復旧させるのではなく、再現可能性や機能的な必要性（戦後の軍用施設の縮減など）も考慮に入れたものとなっている。実際、後述するエルジェーベト橋のように、一から再建する際に、意図的に新しいデザインで建て直されたケースも存在している。
こうした古い町並みの保存には、自分の住む町に誇りを持ち、大事にしようとする傾向が強いハンガリーの民族性が関わっているという指摘もある。

## 登録経緯

### 登録
ハンガリーが世界遺産条約を批准したのは1985年である。この物件はそれから間もなく推薦され、1987年の第11回世界遺産委員会（パリ）で、「ホッローケー」（現「ホッローケーの古い村落とその周辺」）とともに、ハンガリーで最初の世界遺産となった。このときの登録名は「ブダペスト、ドナウ河岸とブダ城地区」であった（日本語名に関する細かい議論は後述の#登録名参照）。

### 拡大と改称
ハンガリー政府はその後、アンドラーシ通りとその地下を通るブダペスト地下鉄（1号線）の拡大登録を申請した。この拡大申請は、2002年6月に地元ブダペストで開催された第26回世界遺産委員会で審議され、申請どおりの拡大が認められた。拡大部分の登録直後の名称は「アンドラーシ通りと一千年記念地下鉄」(Andrássy Avenue and the Millennium Underground Railway / l'avenue Andrassy (1872-85) et le métropolitain du Millénaire (1893-96)) であった。なお、あわせて緩衝地域の拡張を勧めることが決議された。
その時点では旧来の登録名と拡大要素の登録名を合わせた新名称は確定していなかったが、翌年の第27回世界遺産委員会（パリ）で登録名の変更が認められ、「ブダペストのドナウ河岸とブダ城地区およびアンドラーシ通り」となった（日本語名に関する細かい議論は後述の#登録名参照）。

## 登録基準
この世界遺産は世界遺産登録基準のうち、以下の条件を満たし、登録された（以下の基準は世界遺産センター公表の登録基準からの翻訳、引用である）。
- (2) ある期間を通じてまたはある文化圏において、建築、技術、記念碑的芸術、都市計画、景観デザインの発展に関し、人類の価値の重要な交流を示すもの。
- (4) 人類の歴史上重要な時代を例証する建築様式、建築物群、技術の集積または景観の優れた例。

「ブダペストのドナウ河岸とブダ城地区」の推薦に当たって、ハンガリー当局は基準 (1), (3), (4), (5) の適用を主張していた。しかし、ICOMOSの事前勧告では (2) と (4) での登録を勧告され、世界遺産委員会の審議でもそれが踏襲された。
基準 (2) は、ブダ地区が古代ローマ時代にはローマ建築の様式を一帯に広める上で重要であり、中世にはブダ城がゴシック様式を広める上でやはり重要だったこと、あるいはマーチャーシュ1世の時代にはイタリアルネサンスの導入によって、当時の先進的文化の中心地となっていたことなどが評価されたものである。基準 (4) は、オスマン帝国領時代の荒廃とその後の再建によって、異なる建築上の特色が混在しているブダ城と、19世紀の建築物の中で傑出した価値を持つ国会議事堂が特に評価されたものである。
2002年に拡大されたアンドラーシ通りの推薦時には、ハンガリー政府は基準 (2), (4), (6)を適用できると申請していた。基準 (6) はこういうものである。
- (6) 顕著で普遍的な意義を有する出来事、現存する伝統、思想、信仰または芸術的、文学的作品と直接にまたは明白に関連するもの（この基準は他の基準と組み合わせて用いるのが望ましいと世界遺産委員会は考えている）。

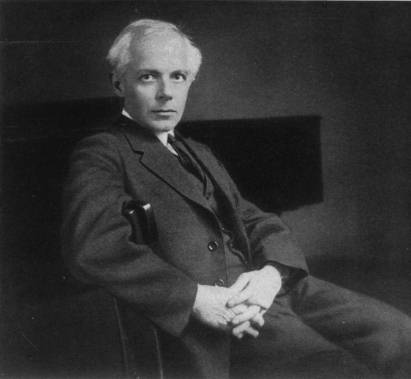
バルトーク・ベーラ

ハンガリー当局は、アンドラーシ通り沿いに存在する国立歌劇場やリスト音楽院が、バルトーク・ベーラ、コダーイ・ゾルターンといったハンガリー音楽史を代表する人物達を輩出してきたことをもって、その顕著な普遍的価値に基準 (6) を適用できると主張した。ICOMOSはそれらの音楽家たちが西洋音楽史において果たした貢献は認めたものの、基準 (6) を適用するには不十分として退けた。
その一方で、ICOMOSはアンドラーシ通りが19世紀後半の優れた都市計画の例証として基準 (2) と (4) に合致することは認め、登録を勧告した。世界遺産委員会でもそれが踏襲されたため、拡大登録に当たって適用された基準に変更はなかった。

## 構成資産
この世界遺産は1987年に登録された「ブダペストのドナウ河岸とブダ城地区」(Budapest, the Banks of the Danube and the Buda Castle Quarter, 400-001) と、2002年に拡大登録された「アンドラーシ通りとその地下鉄」(Andrássy Avenue and the Underground, 400-002) で構成されている。2つの地域はいくつかの街路で隔てられており、接していない。
前者の範囲はブダペスト市内を流れるドナウ川の河岸のうち、マルギット橋からエルジェーベト橋までの範囲である。そのドナウ右岸がブダ地区で、王宮の丘とその周辺、およびゲッレールトの丘などが対象になっている。対岸のペシュト地区河岸では、国会議事堂、ハンガリー科学アカデミー、旧市街聖堂などが対象となっている。
後者の「アンドラーシ通りとその地下鉄」は、その名の通りアンドラーシ通りとそれに面する記念建造物群、およびその地下を走るブダペスト地下鉄1号線が対象となっている。
以下では、登録対象に含まれる主要な記念建造物群などについて、ブダ地区、橋、ペシュト地区河岸、アンドラーシ通りの順に概説する。なお、アンドラーシ通り近く、バイチ・ジリンスキ大通りにあるネオ・ルネサンス様式の聖イシュトバーン大聖堂は、ブダペストの教会建築物としては最大で、ハンガリー全体でも2番目という特筆すべき建物であるが、世界遺産構成資産に含まれると明記している文献はまれなので、以下の概説からは外している。
また、前述の通り、世界遺産登録基準の適用に当たっては、古代のアクインクムの時代まで視野に入れられているが、その主要な遺跡が残るオーブダは登録対象に含まれていない。

### ブダ城
世界遺産登録名の「ブダ城地区」は、ドナウ川右岸の「王宮の丘」と呼ばれる地域のことである。

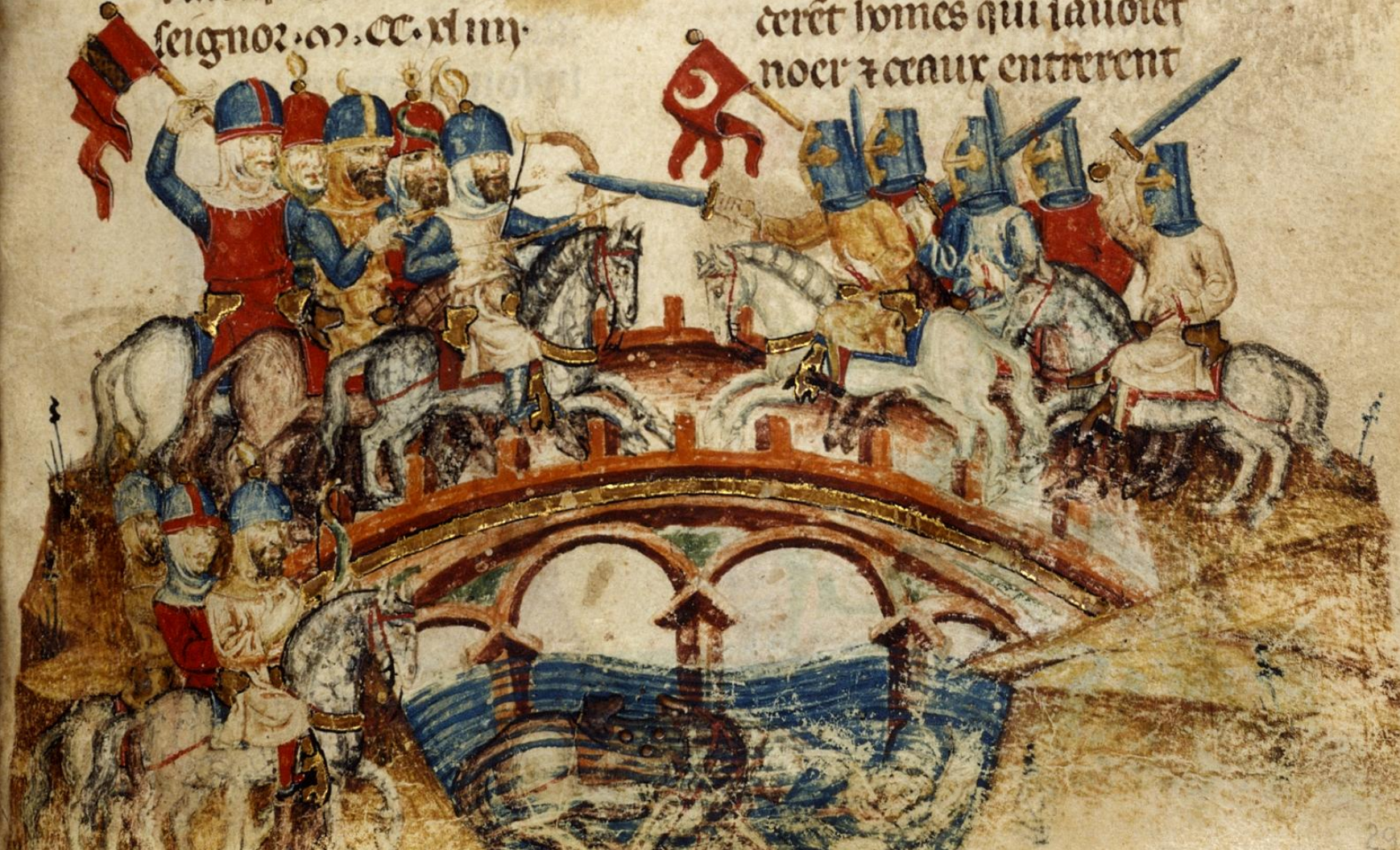
モヒの戦い（1241年）でベーラ4世は大敗した。

ブダ城の王宮地区の基底には古代ローマ時代の遺跡も残るが、ブダ城の起源は13世紀のハンガリー王ベーラ4世（在位 1235年 - 1270年）の治世に遡る。1241年から1242年にかけて相次いでモンゴル軍の侵攻を受けたことを踏まえ、ベーラ4世は防衛しやすさを考慮してブダの丘に砦を築いたのである。1242年に築かれたこの砦は、居住用の塔を備えていたものの、つくりとしては簡素なものであった。これが城壁を備えたゴシック様式の王宮に改築されたのは、14世紀に神聖ローマ帝国からハンガリー王に迎えられたジギスムントの時代のことである。
さらに15世紀後半にはマーチャーシュ1世のもと、イタリアから招いた彫刻家らによって、ルネサンス様式に改築された。宮廷付きの彫刻師に任命されていたジョヴァンニ・ダルマータが手がけた内装や彫像の一部は現存している。しかし、オスマン帝国による征服（1541年）の後にブダ城は火薬庫に転用され、1578年頃に爆発事故が起きたため、当時の建造物そのものはほとんどが失われた。
現在の王宮の元はオスマン帝国撤退後、17世紀になって建て直されたものである。その後、18世紀にはマリア・テレジアの命で大改築が行なわれ、建築家ジャン・ニコラ・ジャドウのもとで1770年に完成した。このときの部屋数は203室である。
この建物は1848年革命の際に破壊され、19世紀後半から1904年にかけてネオ・バロック様式で再建された。しかし、その建物も第二次世界大戦やハンガリー動乱で大きく損なわれ、1980年代以降にネオ・バロック様式で復元されて現在の姿になった。
城内にはハンガリー国立美術館、国立セーチェーニ図書館（ハンガリーの国立図書館）、ブダペスト歴史博物館などが入っている。
ブダ城の地下には自然の洞窟が元になった長大な迷宮が広がり、カタコンベなども残っており、第二次世界大戦中にはドイツ兵の隠れ場所にも使われた。王宮の丘の地下には環境保護区になっている洞窟もある。

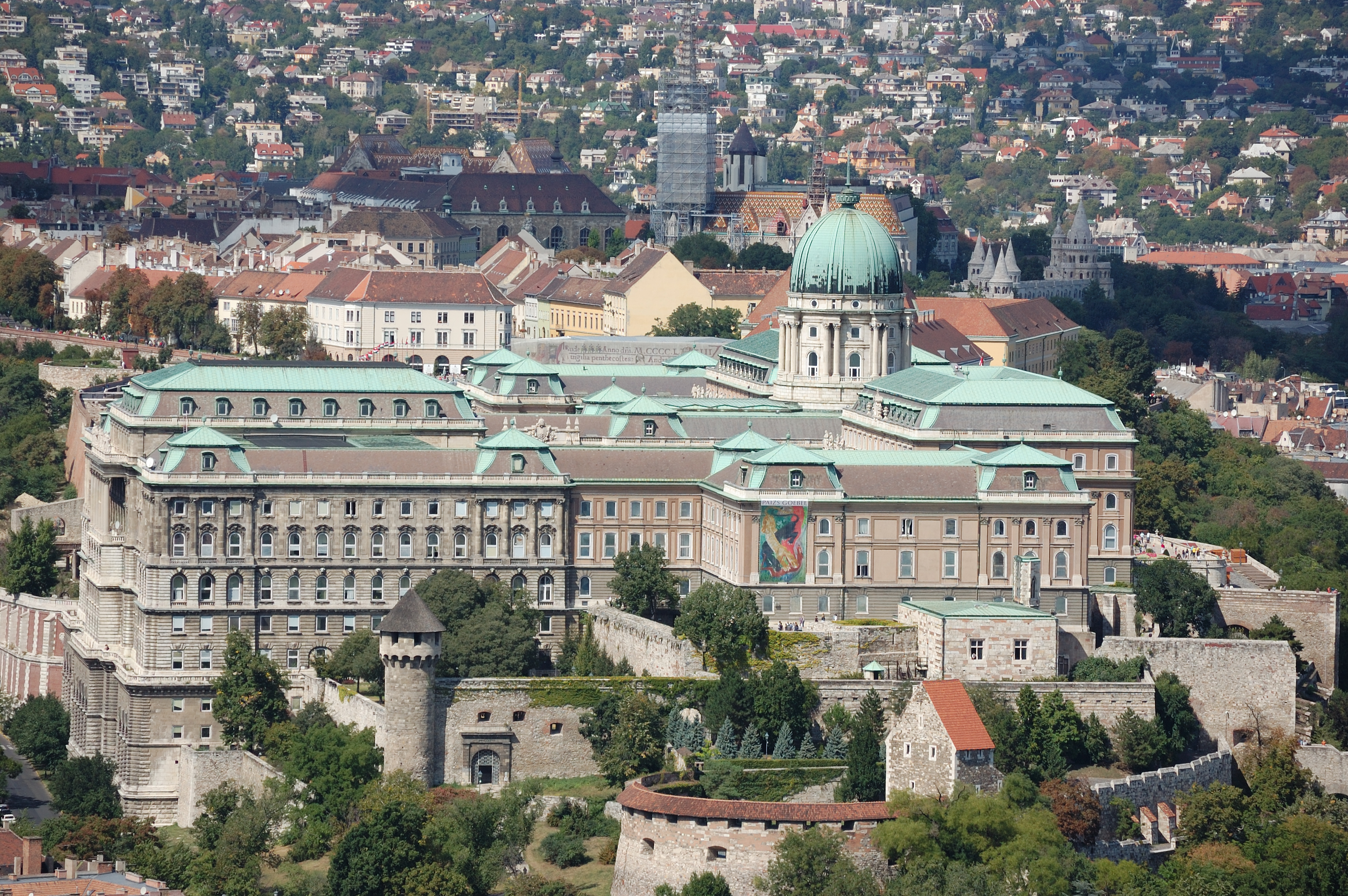
ブダ城
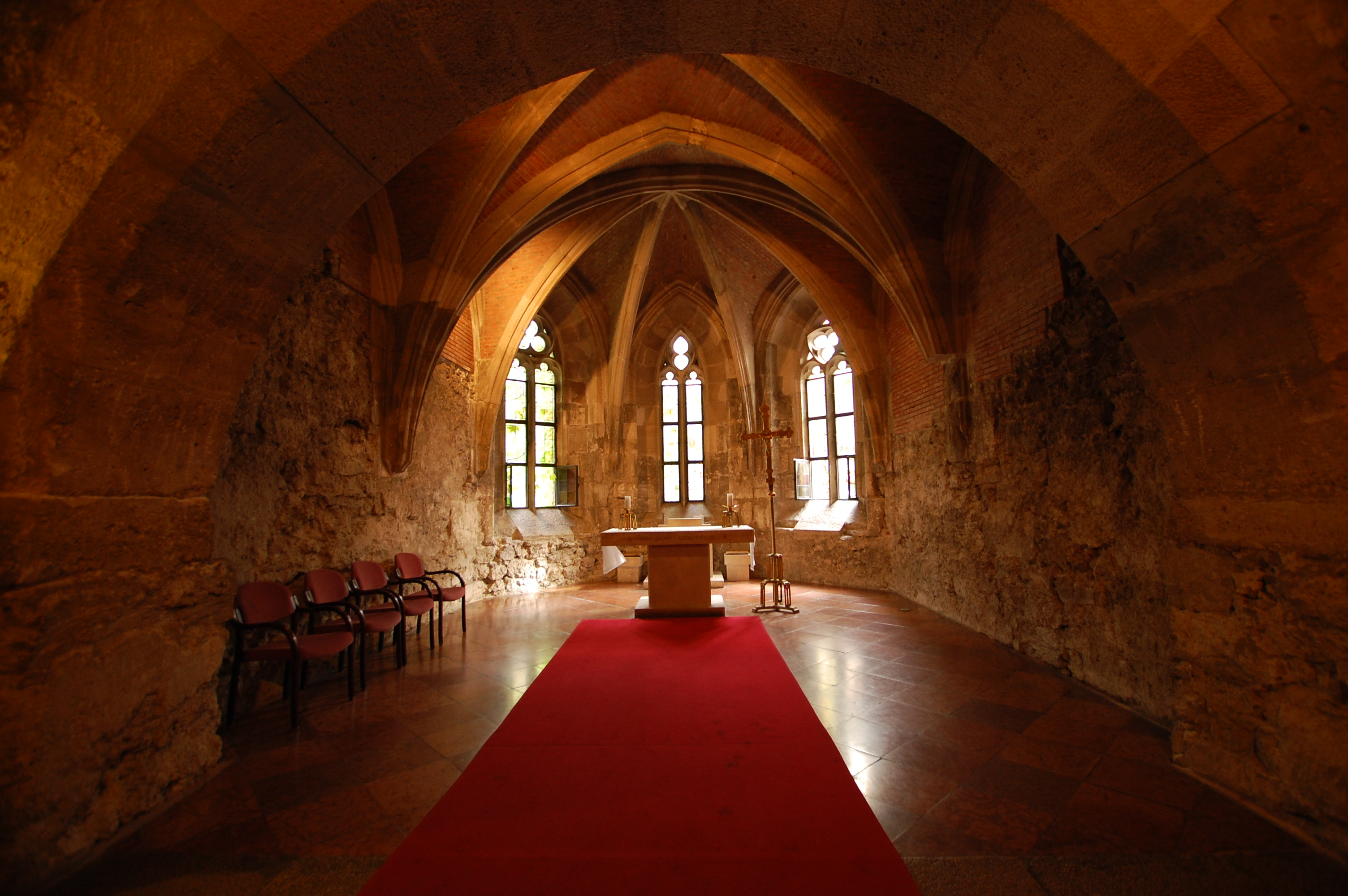
ブダ城内

### マーチャーシュ聖堂と三位一体広場

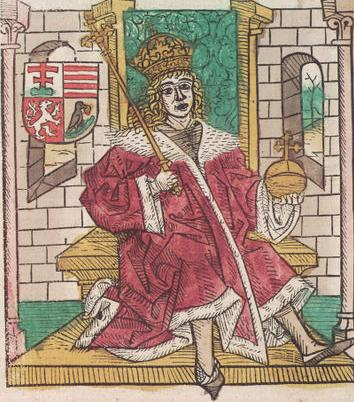
マーチャーシュ1世

マーチャーシュ聖堂は王宮の丘に残るカトリックの聖堂である。正式名は「聖母マリア聖堂」で、1255年から1269年にベーラ4世が建造した聖堂が元になっている。現在「マーチャーシュ聖堂」の名で呼ばれるのは、マーチャーシュ1世が大改築を行い、高さ80 m の尖塔を増築するなどしたことに由来する。
本来はゴシック様式の聖堂だが、オスマン帝国領時代にはモスクとして使われていた。その後、バロック様式での改築を経て、19世紀にネオ・ゴシック様式になって現在に至る。
ハンガリー王の戴冠式にも用いられ、オーストリア皇帝フランツ・ヨーゼフ1世が1867年にハンガリー王フェレンツ・ヨージェフとして即位したのもこの場所であった。オーストリア＝ハンガリー帝国の成立を意味したその戴冠式の後、ブダペストでは国会議事堂（後述）に代表される様々な建造物が建てられ、現在にも残る町並みが整えられていくことになる。
聖堂の前の広場が「三位一体広場」 (Szentháromság Tér) で、1712年から1713年にフィリップ・ウンゲリッヒによって建てられた三位一体像が残っている。これはもともとペストが終息したことの記念碑として建造されたものだった。
聖堂に隣接するのが高級ホテルのヒルトンホテルである。このホテルは地元の意向を尊重し、修道院の廃墟なども取り込みつつ、周囲との景観に配慮する形で建てられた。そのため、歴史地区にある外資系ホテルであるにもかかわらず、ブダペスト市民からもあまり批判的な声は聞かれないという。

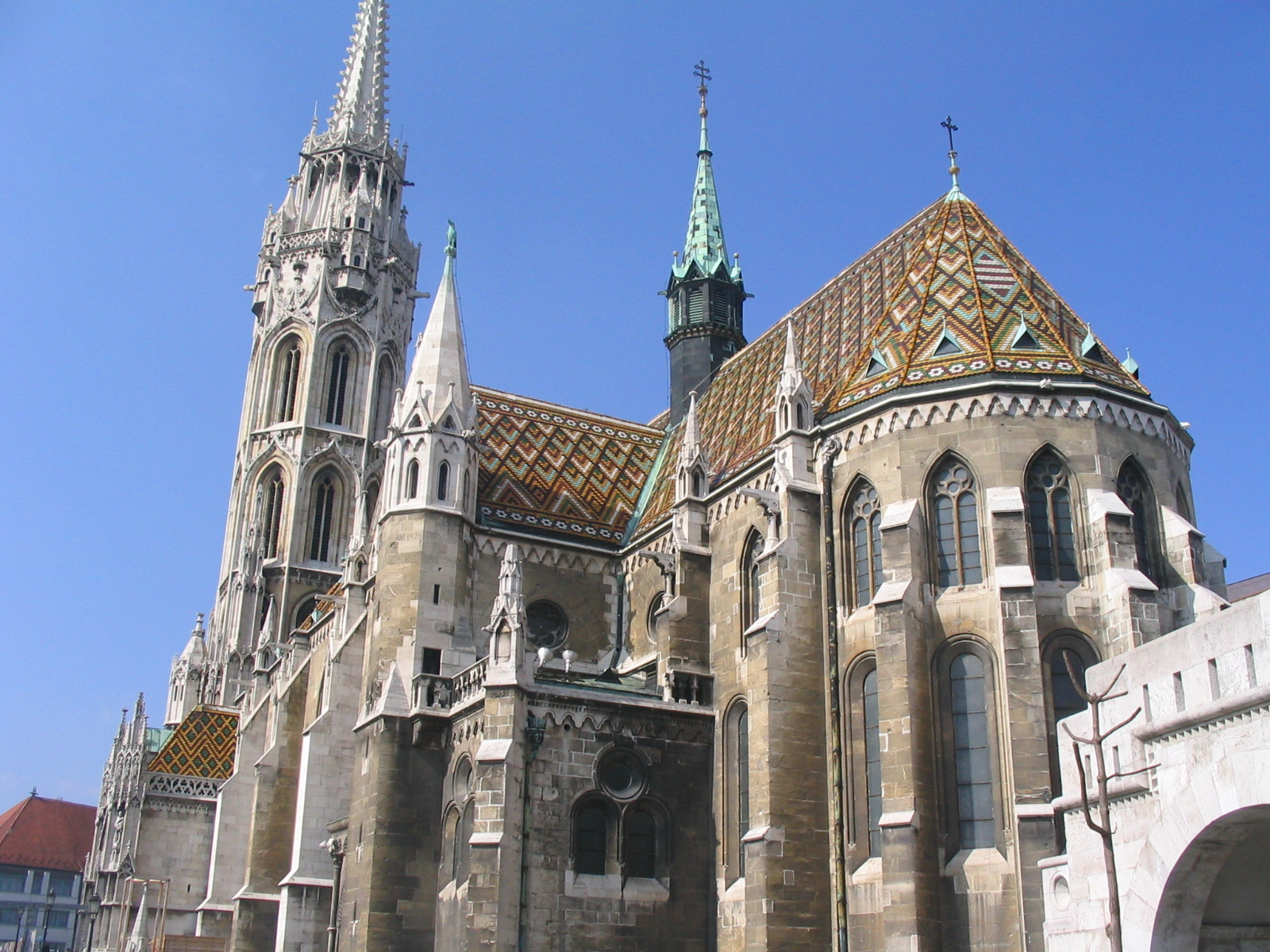
マーチャーシュ聖堂
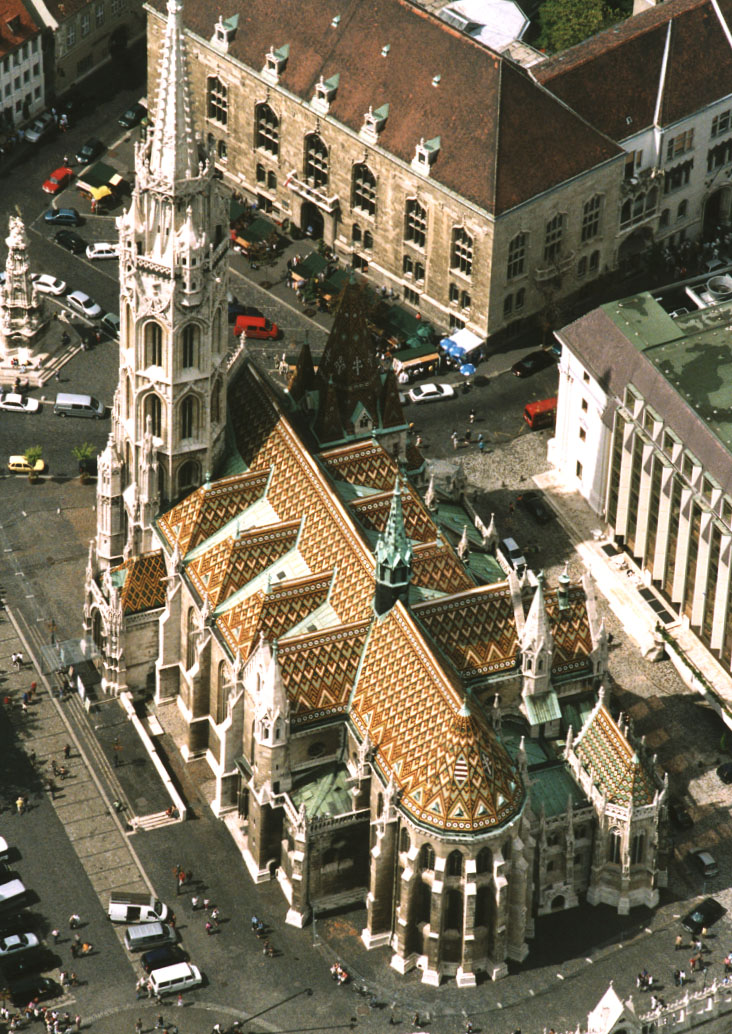
上から見たマーチャーシュ聖堂
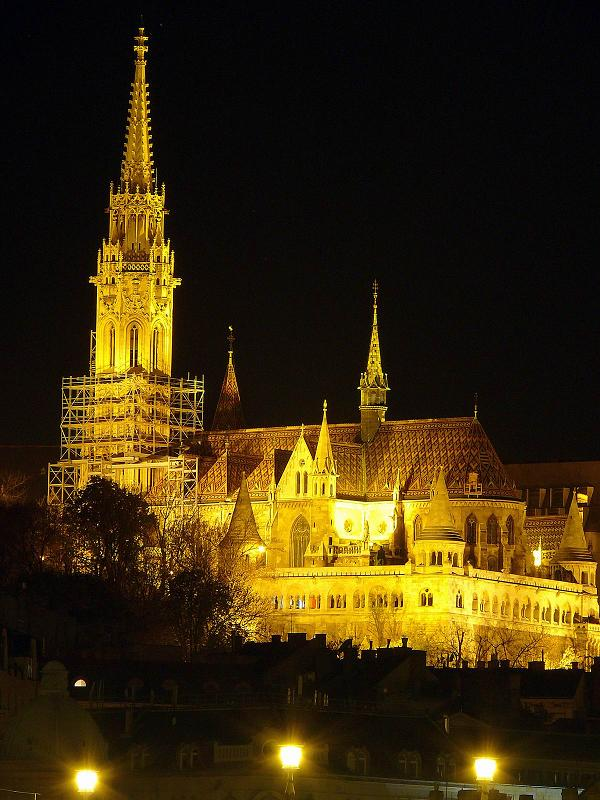
マーチャーシュ聖堂（夜景）
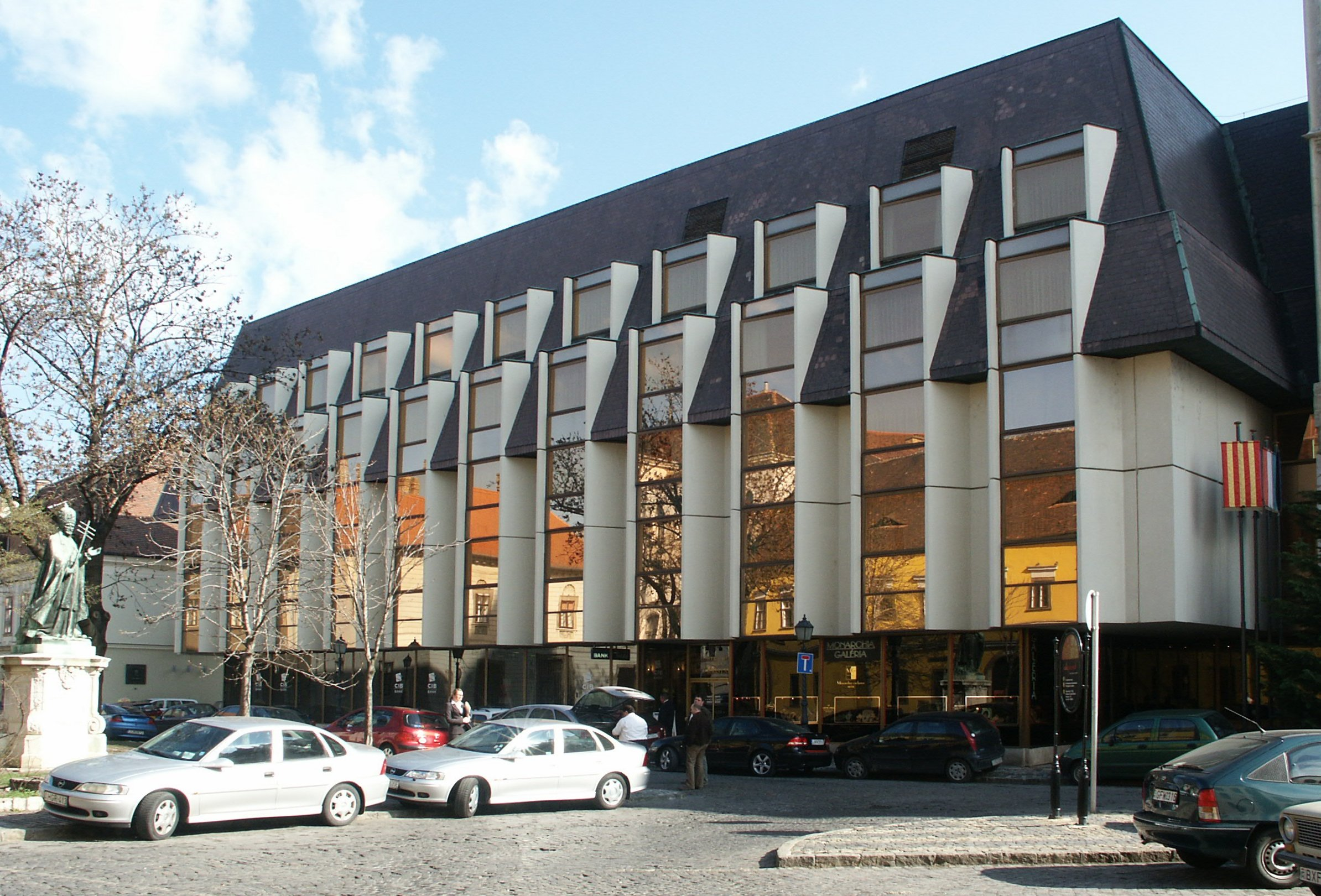
ヒルトンホテル

### 漁夫の砦
漁夫の砦はマーチャーシュ聖堂の北東に位置する砦で、1895年から1902年にかけて、建築家シュレク・フリジェシュによって建てられた。シュレクはマーチャーシュ聖堂の改築にも携わった建築家である。
名前の由来は中世に漁業組合が王宮を守る任務に当たっていたことに因むとか、中世に魚市が立っていたことに因むとされるが、「砦」という名称とは裏腹に、防衛機能よりも眺望の良さに重きが置かれた建物である。

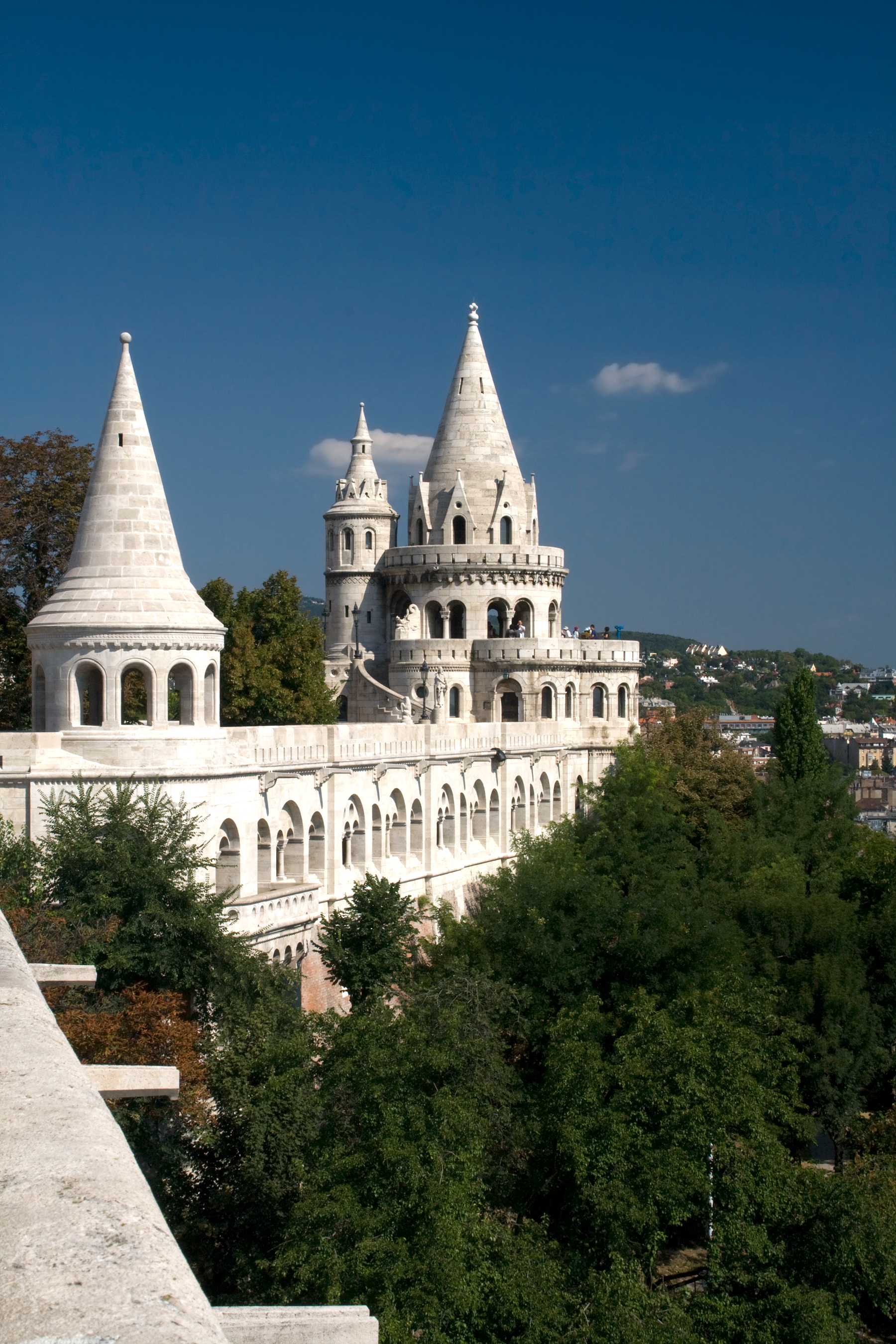
漁夫の砦
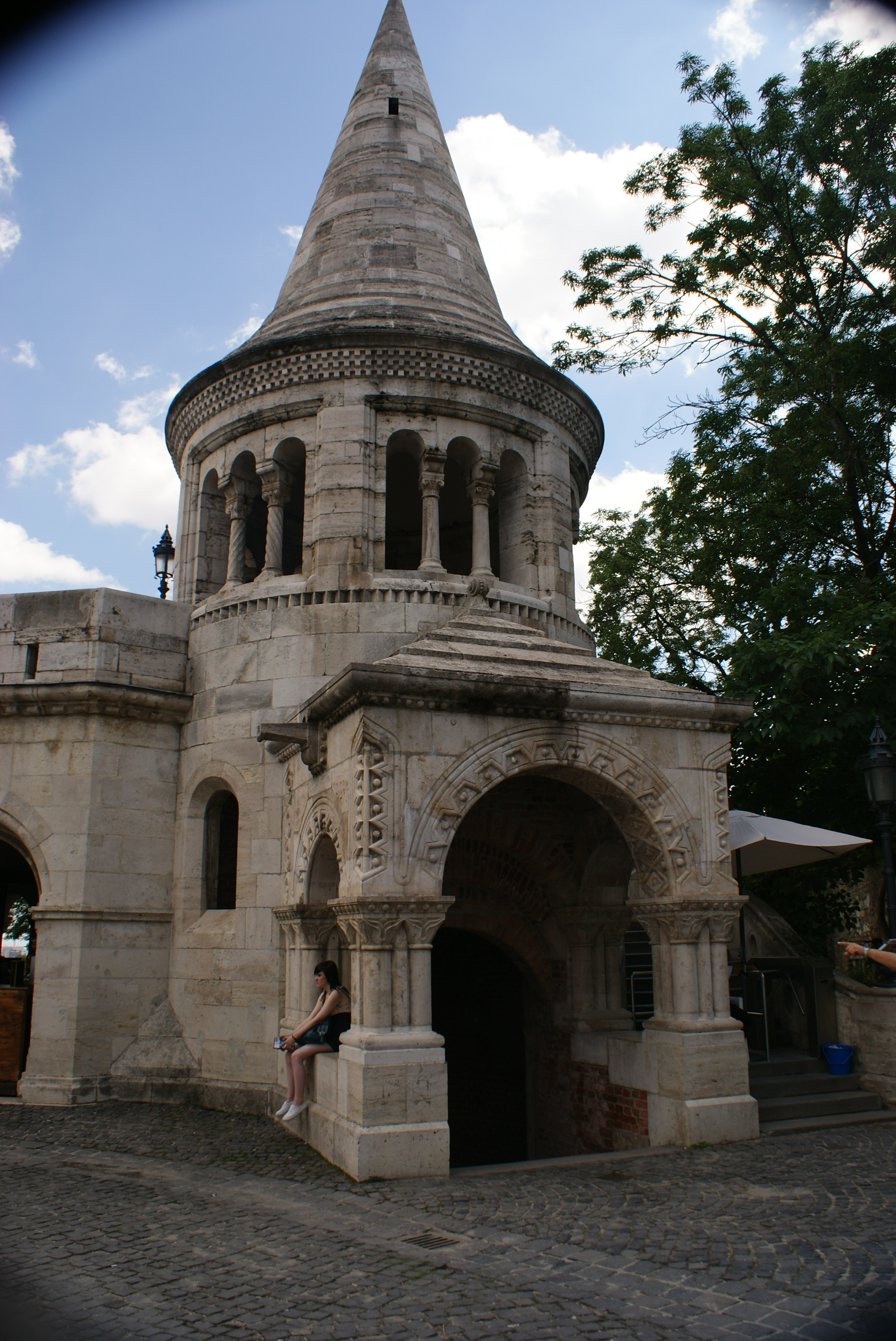
漁夫の砦
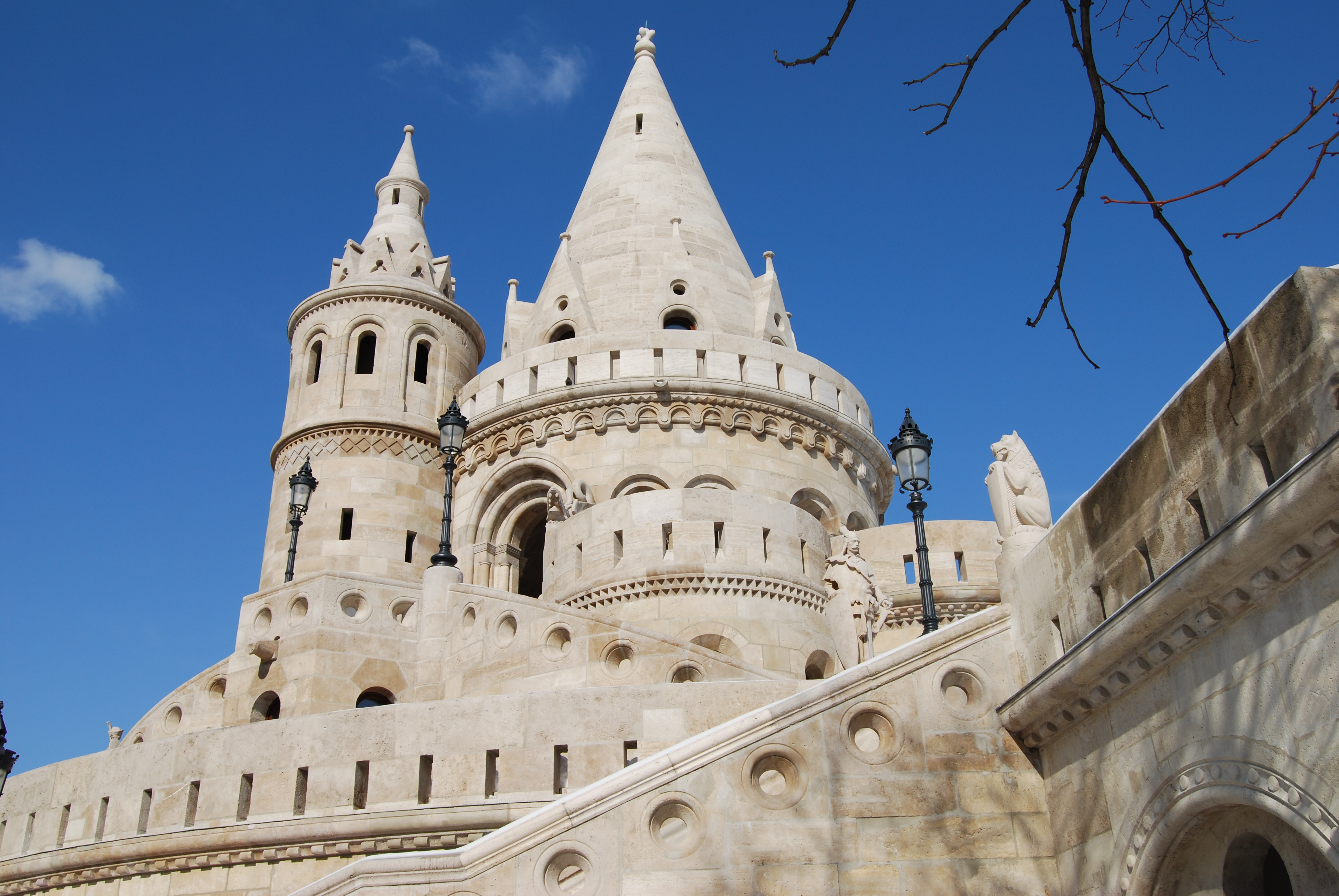
漁夫の砦

### ゲッレールトの丘
ゲッレールトの丘 (Gellért-hegy) は、ブダ城地区とともにブダ側の世界遺産構成資産となっている緑豊かな丘で、自然保護区となっている。丘の名前は、この地でキリスト教を伝道した11世紀イタリア出身の殉教者ジェラルド（ゲッレールト）に由来し、彼がドナウ川に突き落とされたとされる南斜面には聖ジェラルド像 (Szent Gellért-szobor) が建てられている。この像は1904年の制作で、手がけたのはヤンコヴィッチ・ジュラである。
丘の上には、ツィタデッラ (Citadella) と呼ばれる城塞が残っている。この城塞はフランスの二月革命の影響がハンガリーにも波及して蜂起が起こったことを踏まえ、統治者であるハプスブルク家が1854年に建造したものだが、現在は博物館となっている。
同じく丘の上には椰子の葉を掲げた女性を象った高さ14 mの「自由の像」 (Szabadság -szobor) がある。これはソ連軍によってハンガリーがファシズムから「解放」されたことを記念して1947年に建てられたものだが、「解放」直後のソ連兵の狼藉やハンガリー動乱を経験しているブダペスト市民たちは、共産主義政権下ですら否定的に捉えていたという。台座にはソ連兵の銅像が飾られ、慰霊碑としてかつては戦没者遺族団がソ連から訪問したりもしていたが、共産主義体制崩壊後に銅像は撤去された。

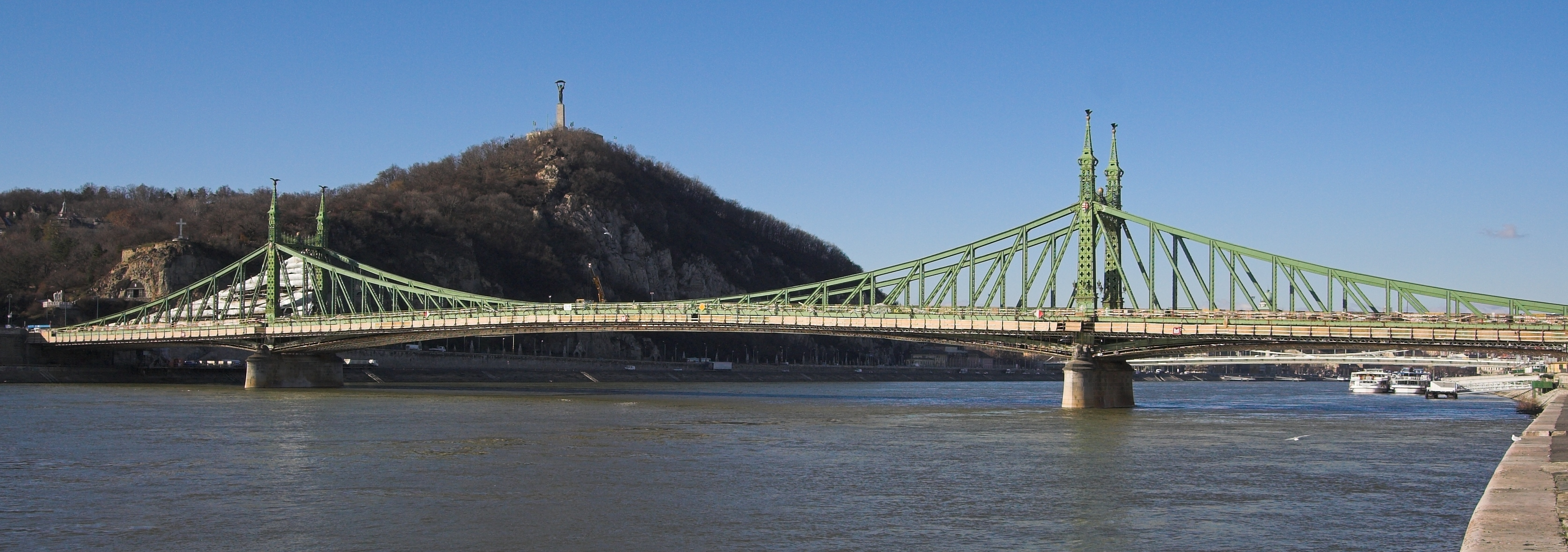
ゲッレールトの丘
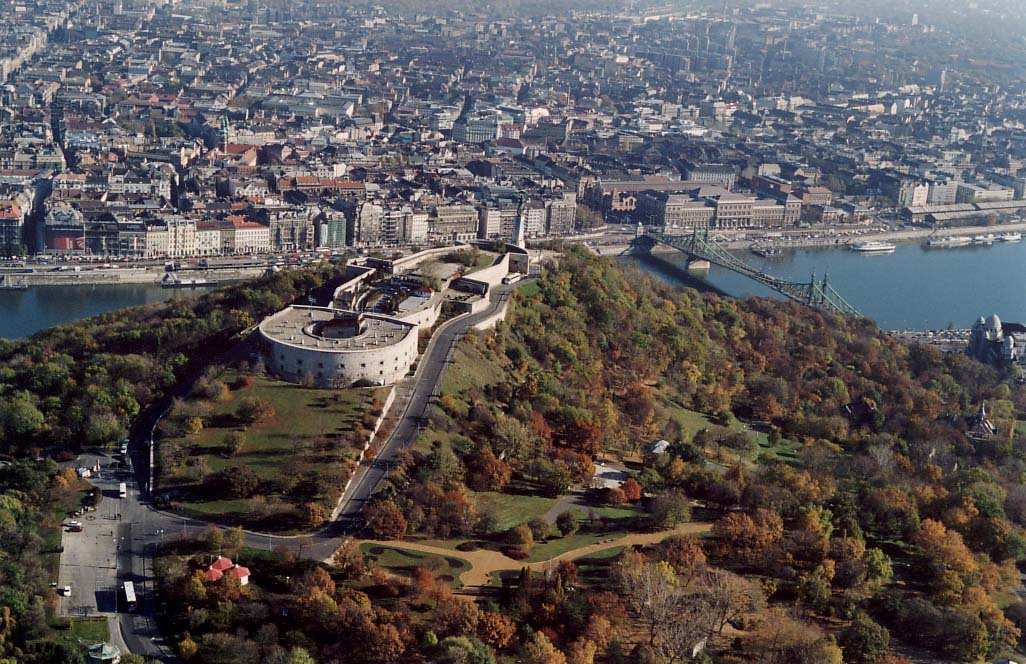
ツィタデッラ
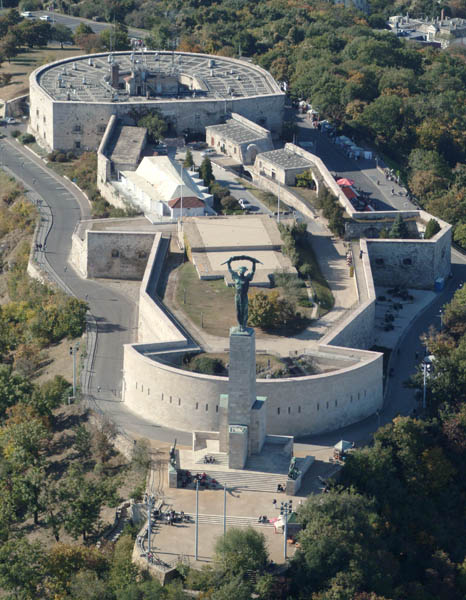
ツィタデッラ
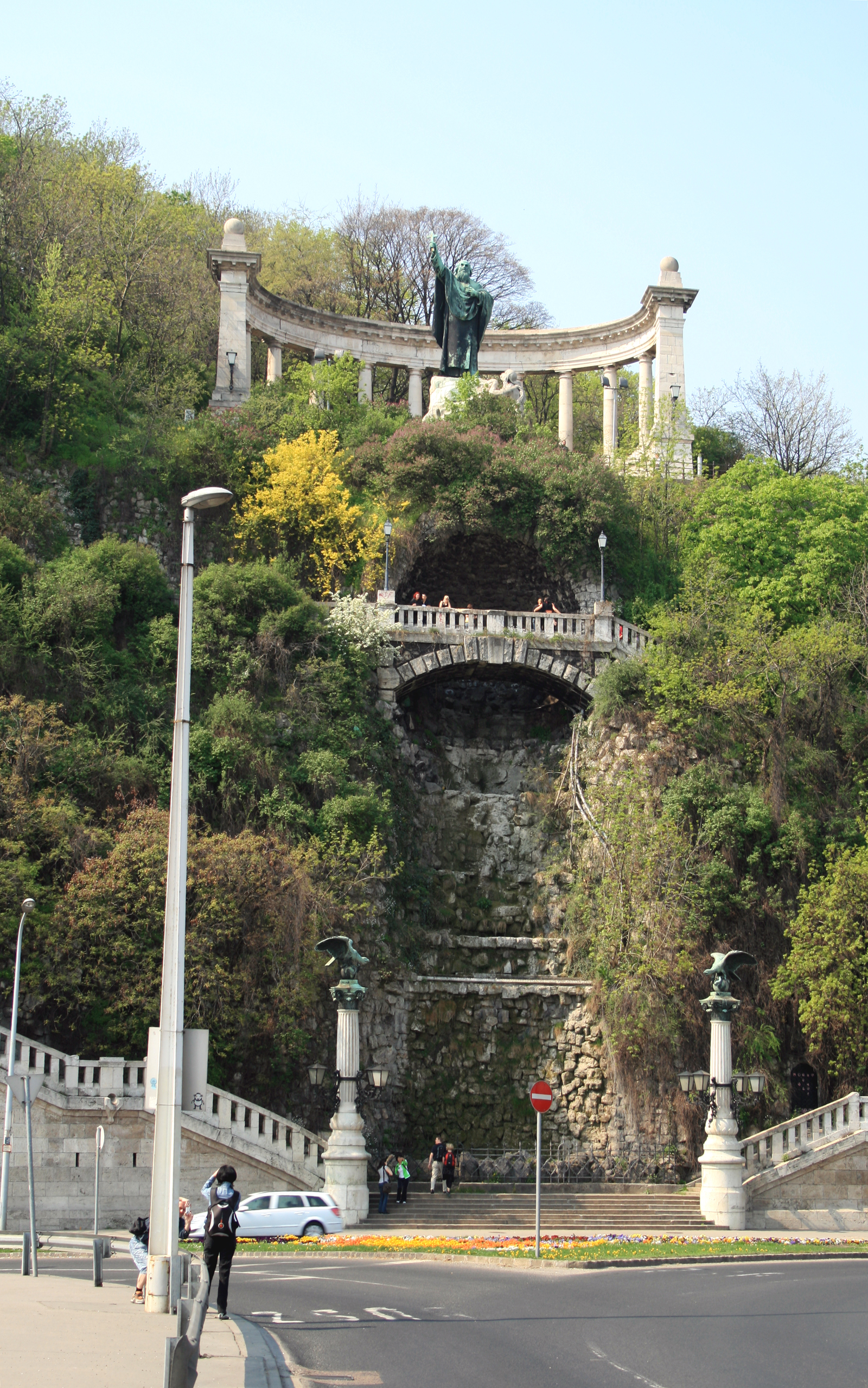
聖ジェラルド像
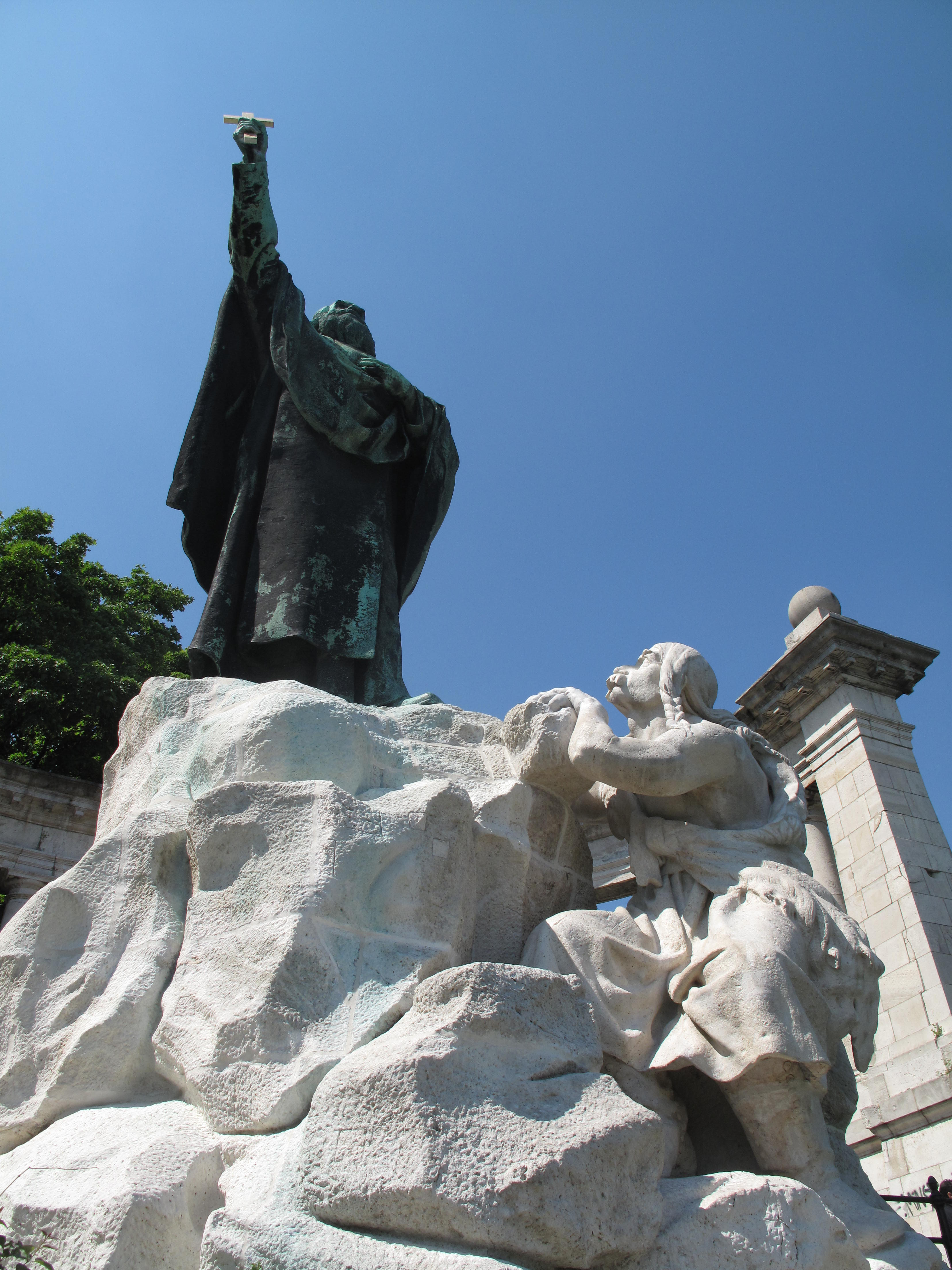
聖ジェラルド像（拡大）
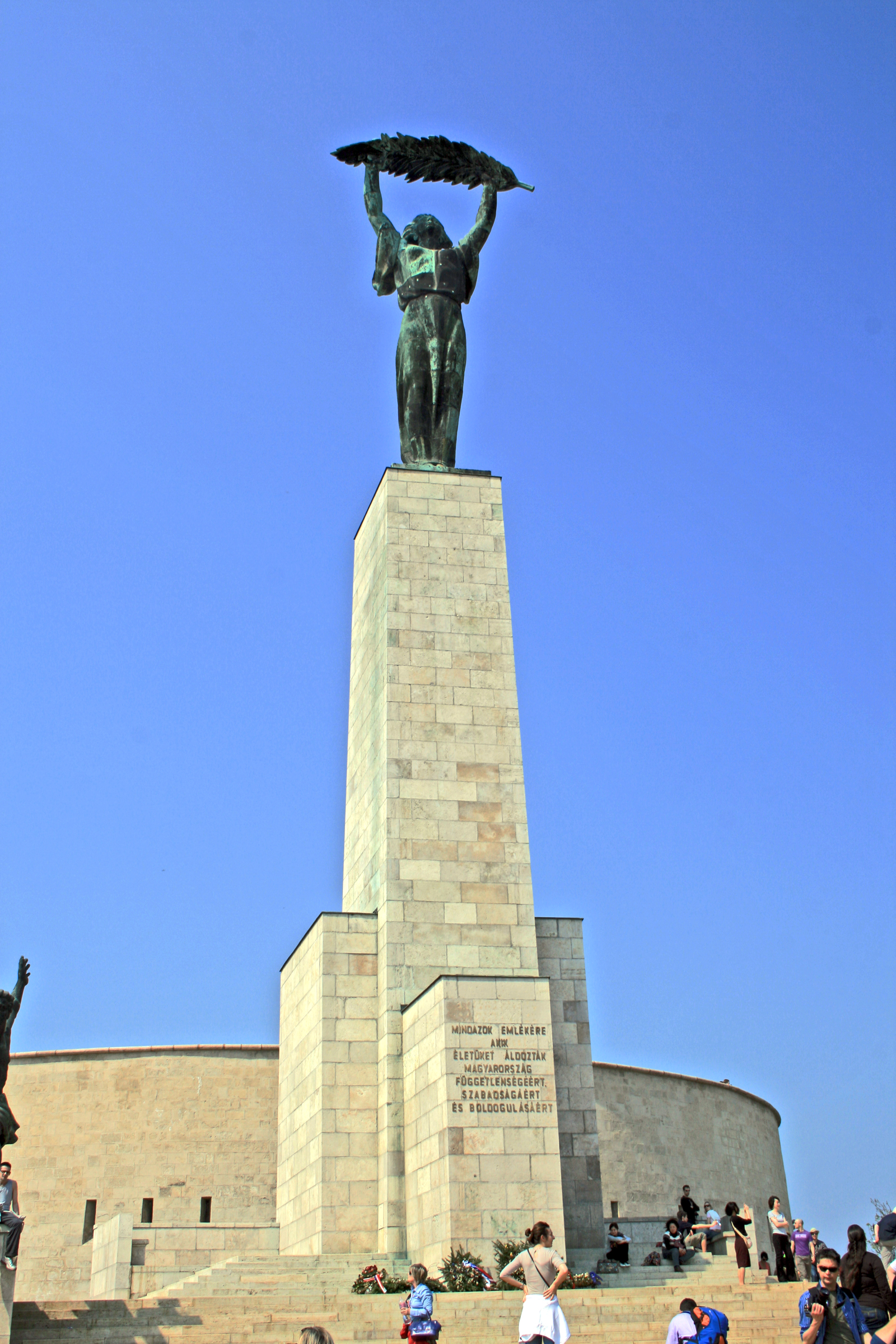
自由の像
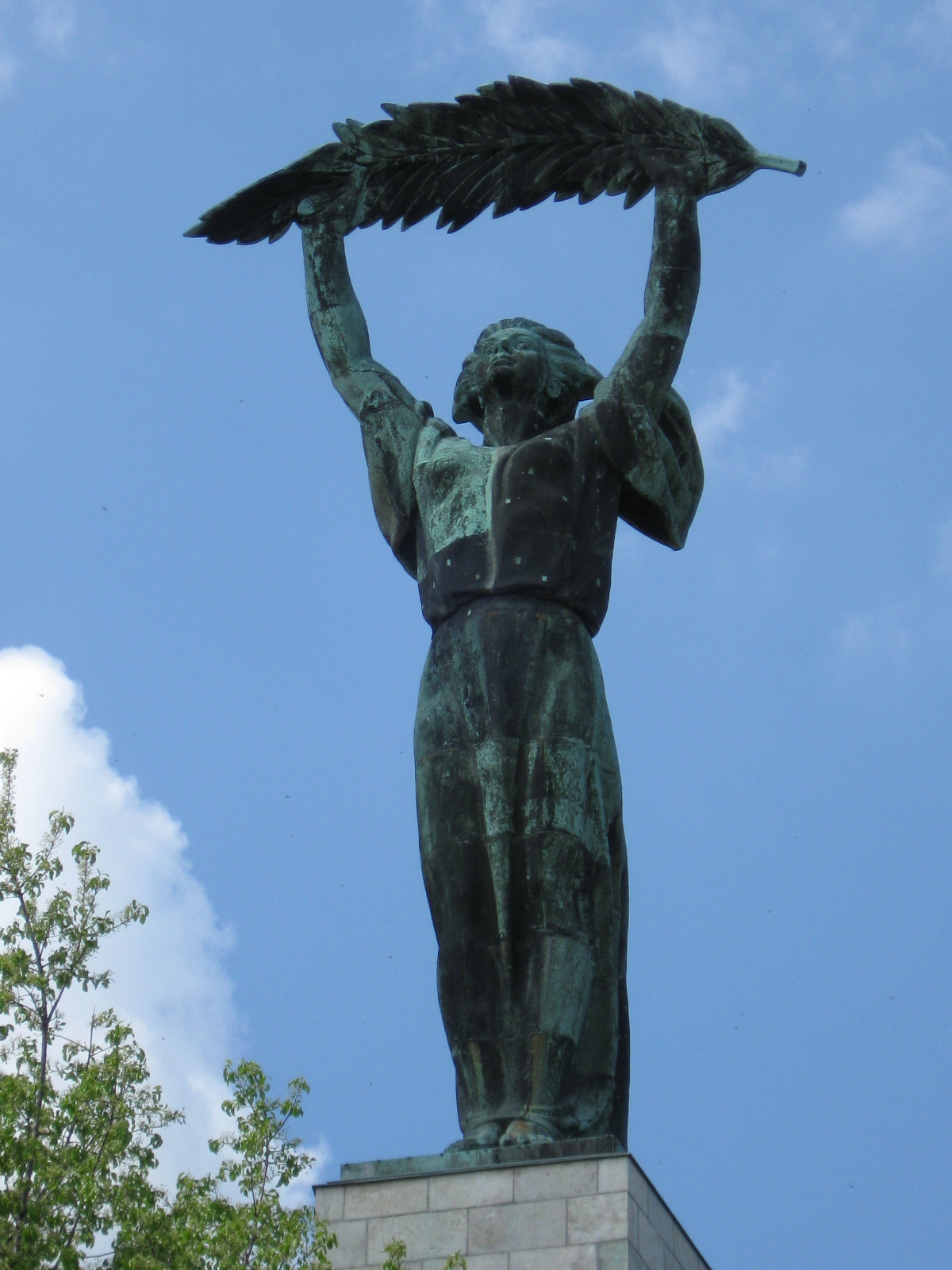
自由の像（拡大）

### ゲッレールト温泉・ルダッシュ温泉・ラーツ温泉
丘の南側の麓には1911年から1918年にかけてヘゲデューシュ・アルミン (Hegedűs Ármin) らによって建てられたホテル、ゲッレールト温泉 (Gellért szálló és gyógyfürdő) がある。ブダペストには100以上の温泉施設があり、アール・ヌーヴォー様式のこの温泉ホテルもそのひとつである。1926年にウィーンで刊行された『温泉・鉱泉・保養地および保養所の挿絵入り事典』でも、当時完成して間もなかったゲッレールト温泉ホテルの近代性や豪華さが、温泉の薬効とともに紹介されていた。2011年時点の男湯は青緑色のタイルを敷き詰めた美しいもので、混浴日には女性も入ることができる。ゲッレールトの温泉そのものは13世紀にまで遡れるとされ、伝説上は殉教者ジェラルドが杖で叩いて湧き出させたという。
ゲッレールトの丘の近く（世界遺産登録範囲内）には、1566年にオスマン帝国のパシャ・ムスタファによって作られたトルコ式のルダッシュ温泉 (Rudas gyógyfürdő) と、マーチャーシュ1世の時代に遡るラーツ温泉 (Rác gyógyfürdő) もある。
なお、ブダ側の世界遺産登録範囲はゲッレールト温泉の少し南にあるブダペスト工科大学までだが、ゲッレールト温泉のすぐ前にある自由橋 (Szabadság híd) は登録対象になっていない。

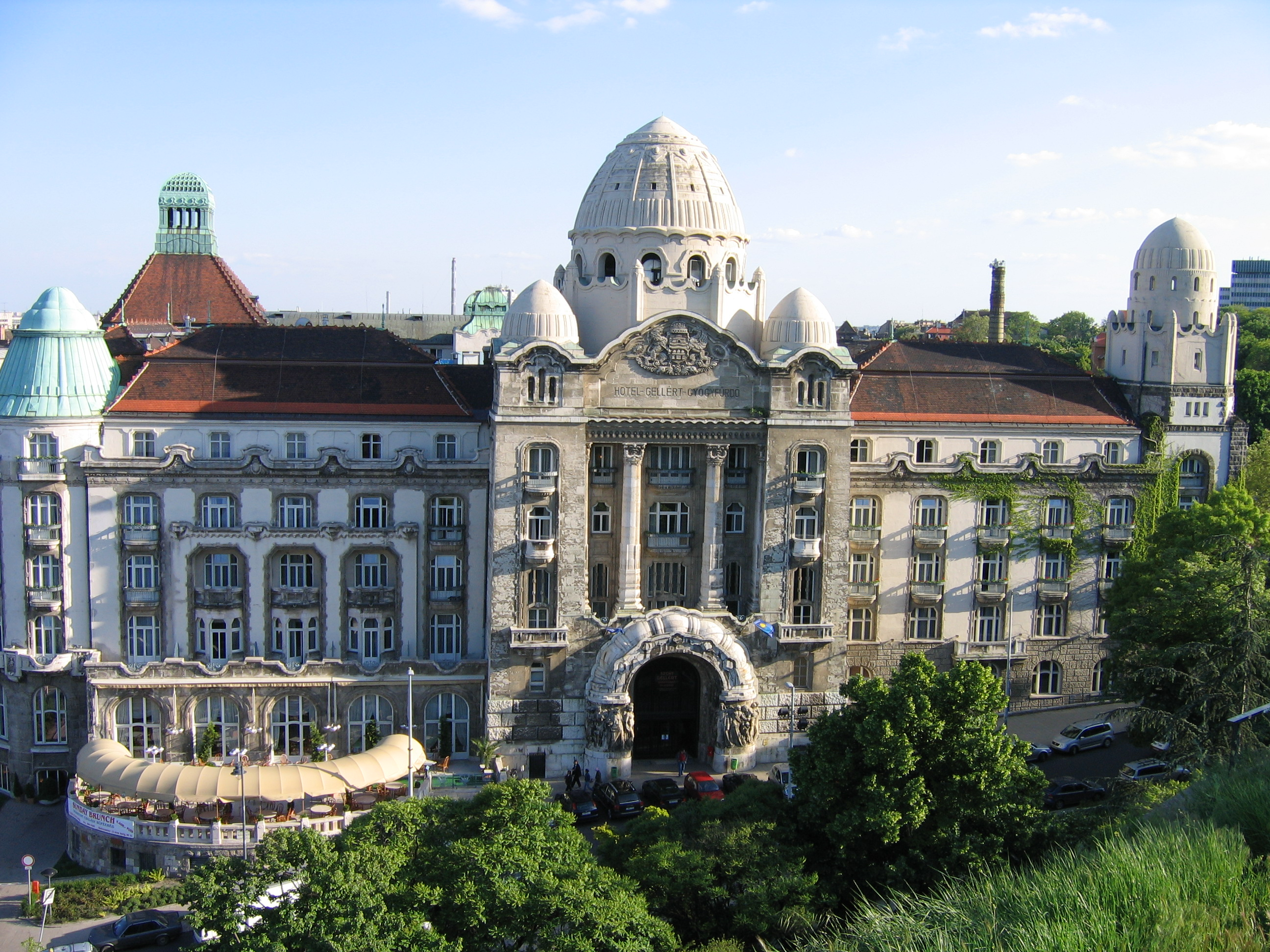
ゲッレールト温泉（ホテル外観）
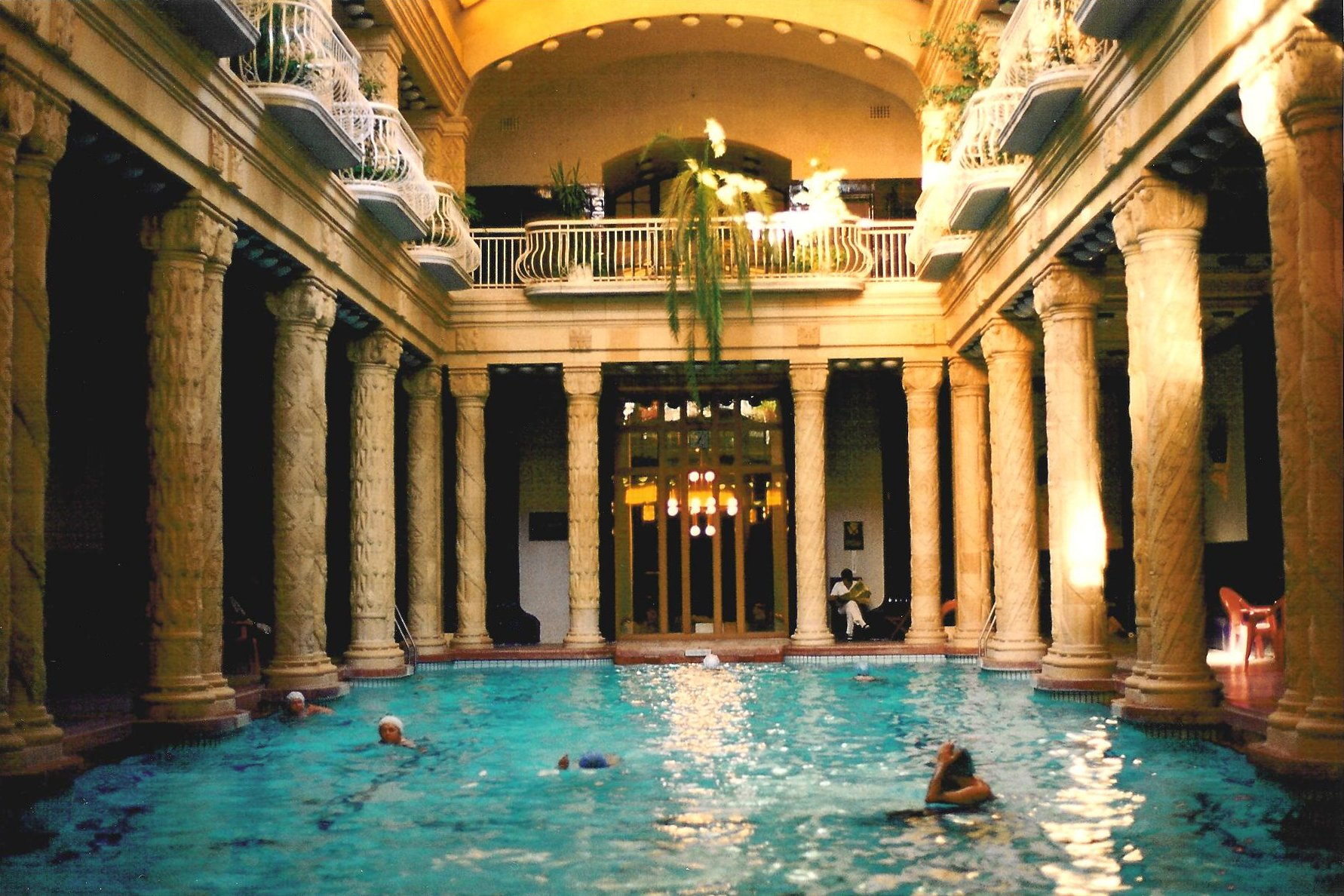
ゲッレールト温泉（室内温泉プール）
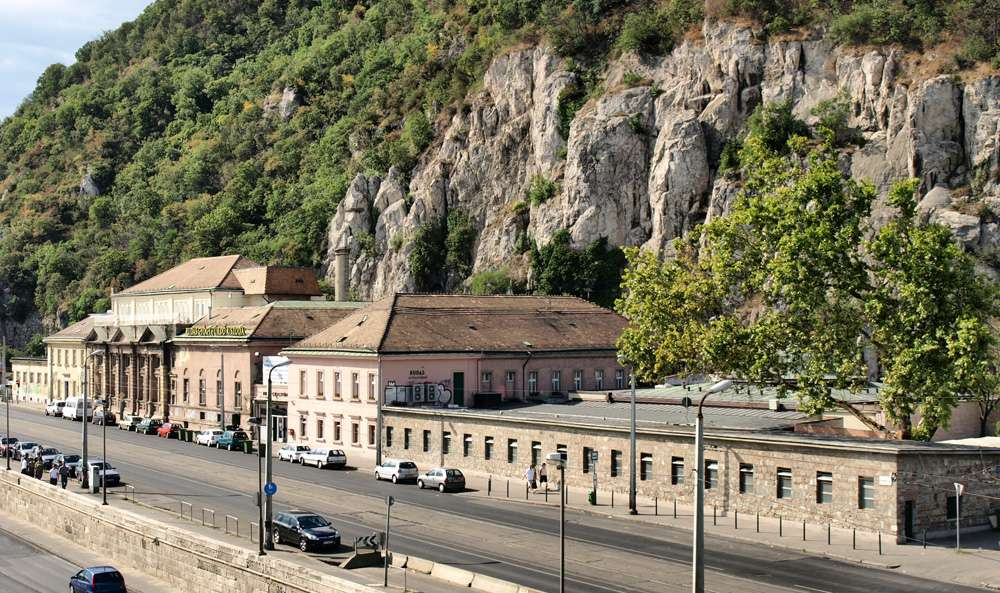
ルダッシュ温泉
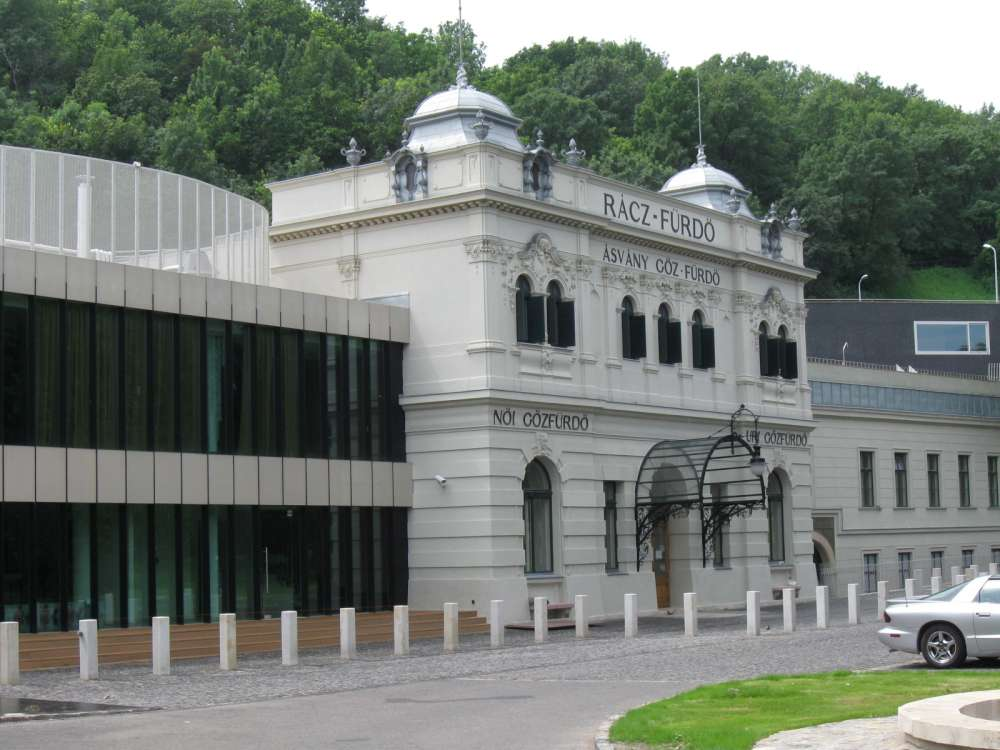
ラーツ温泉
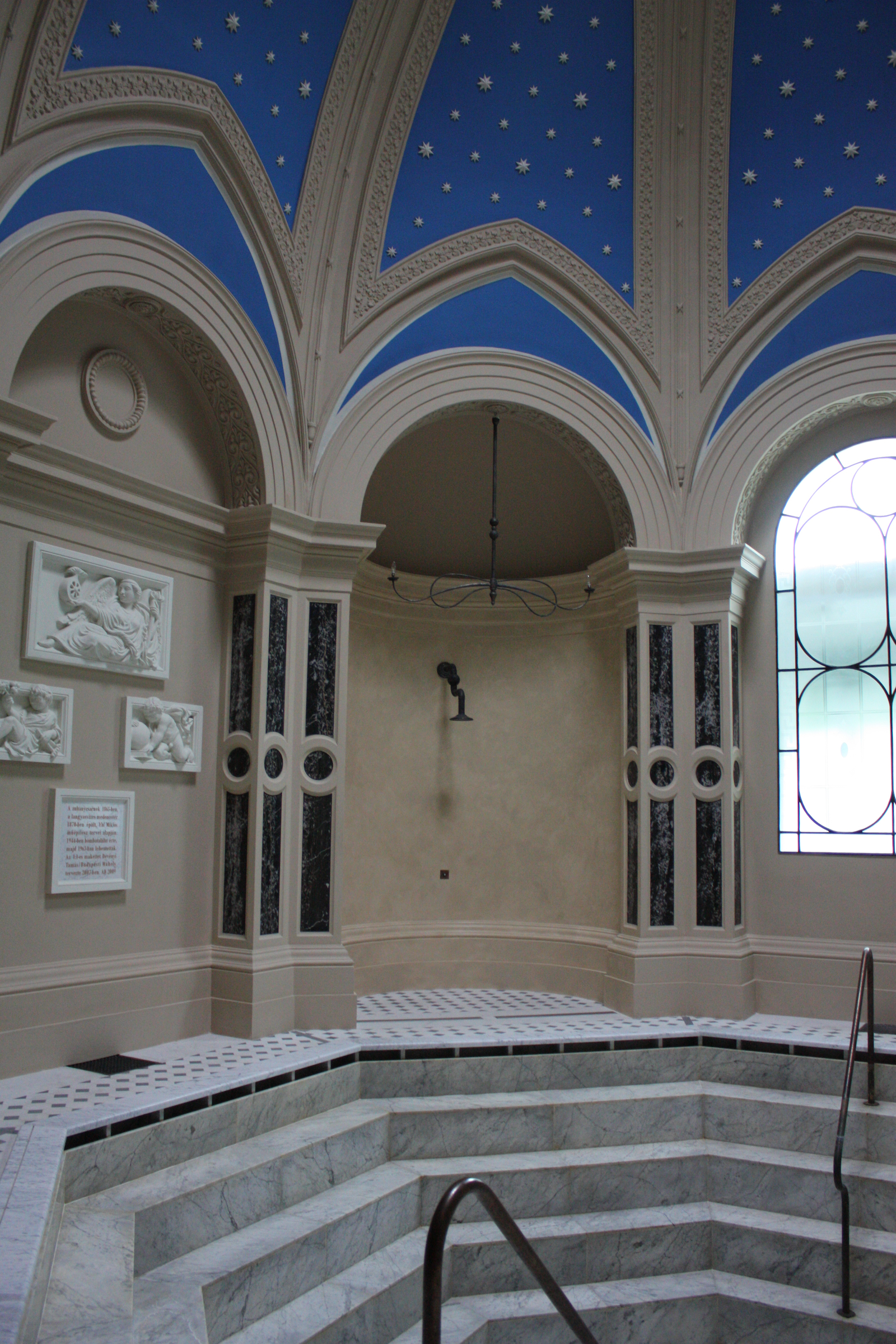
ラーツ温泉（内部）

### セーチェーニ鎖橋

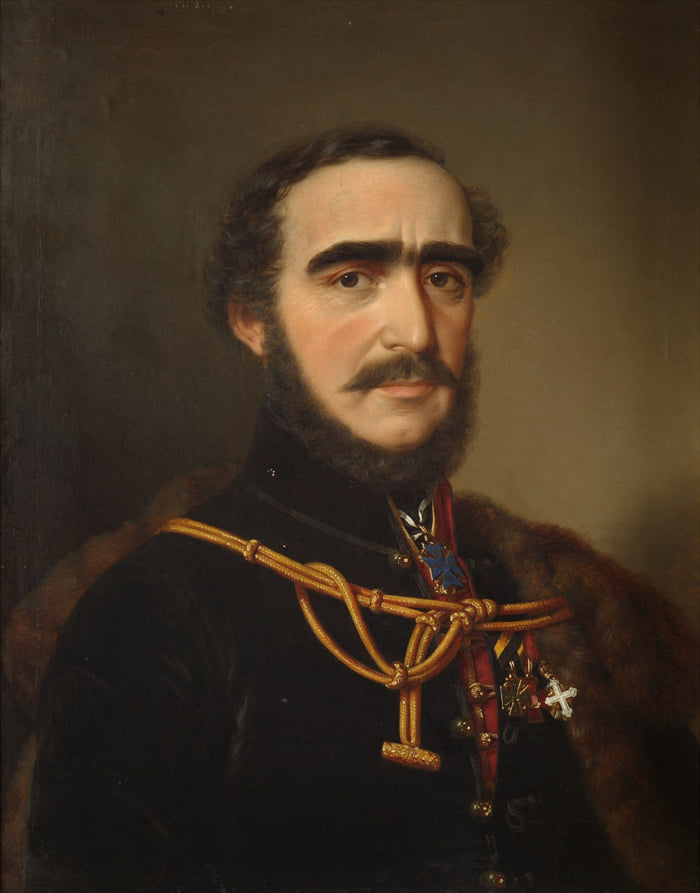
セーチェーニ・イシュトヴァーン伯爵

セーチェーニ鎖橋は世界遺産登録地域に含まれる3つの橋のうち、真ん中の橋である。現在ブダペスト市内でドナウ川に架かる9つの橋の中で最も古く、最も美しいと言われている。全長は375 m。
従来は浮橋や仮設の橋が使われており、これがブダペストに架かった最初の固定的な橋となった。建造は1839年から1849年のことで、イギリス人の設計士ウィリアム・クラーク (William Tierney Clark) と技師アダム・クラーク (Adam Clark) が手がけた。その建設費用はセーチェーニ・イシュトヴァーン伯爵が自らの私財から捻出した。ブダペスト市の成立が決まったのは1872年のことで、橋が建設された段階ではブダとペシュトは別々の町だったが、この橋の建設はブダペストの公式な統一に先んじて、2つの町を一体化させるものだった。なお、セーチェーニ伯爵は「ブダペスト」（ブダペシュト）という名称を最初に提示した人物とされている。
現在広く見られる吊橋は、メインケーブルとして鋼線をよりあわせたケーブルを使う「ケーブル吊橋」の構造であるのに対し、セーチェーニ鎖橋は、「チェーン（式）吊橋」と呼ばれる構造で、 アイバー (eyebar) と呼ばれる両端に丸穴の開いた鉄板を重ね合わせてボルトで固定したアイバー・チェーンを使用している。そのため、このチェーンは環状の金属を連ねた「くさり」ではなく、自転車のチェーンに近いと言われることもある。この構造は吊橋としては古いもので、橋桁そのものだけでなく、かなりになるアイバーチェーンの重み自体も支えられるようにしなければならないことから、採用されることは少なくなっていった。しかし、セーチェーニ鎖橋では1914年に改修されたときにも、第二次世界大戦中にソ連軍と交戦していたドイツ軍によって破壊され、建設百周年に当たる1949年に再建されたときにも、チェーン吊橋の構造が堅持されて今に至り、「鎖橋」の名前はこの構造に由来するとも言われている。

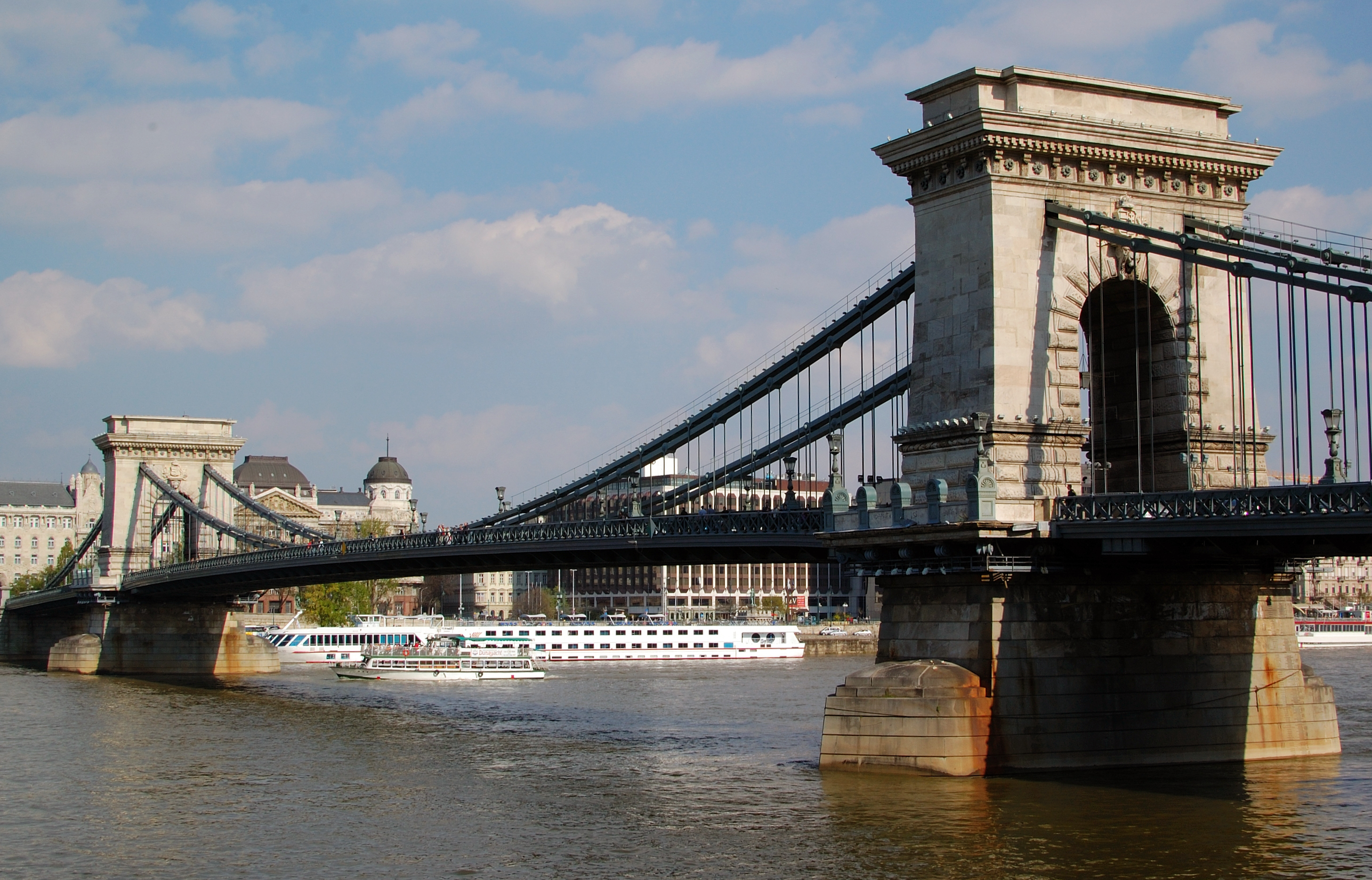
鎖橋（昼間）
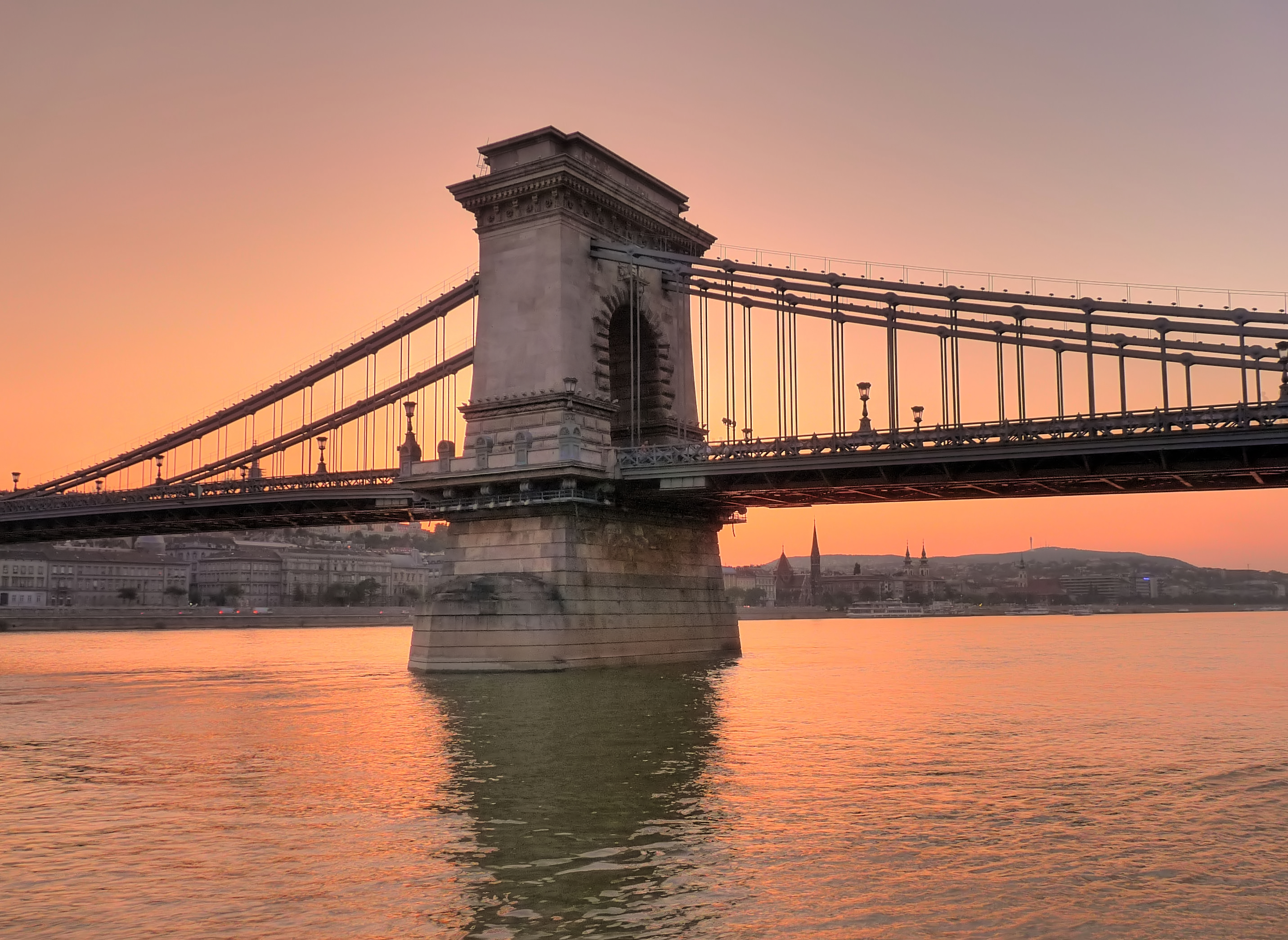
鎖橋（日没）
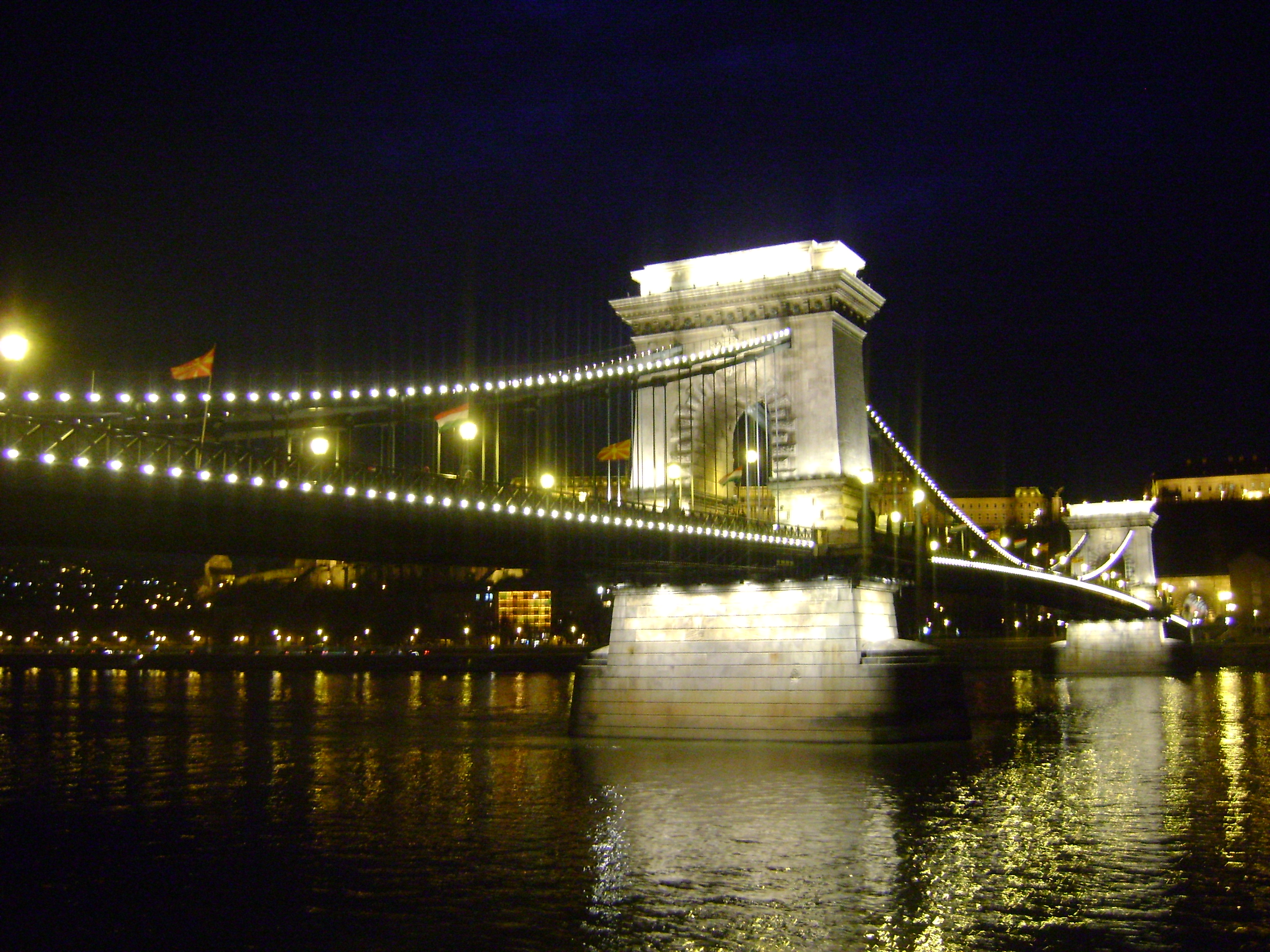
鎖橋（夜景）

### マルギット橋
マルギット橋は世界遺産登録対象の3つの橋の中では、最も上流に位置している。1876年に建設されたアーチ橋で、ほかの橋と同じように第二次世界大戦中にドイツ軍に破壊され、のちに忠実に復元された。
マルギット橋はすぐ北のマルギット島につながっている。その島はバラ園、日本庭園、小さな動物園なども備えた公園になっており、ハンガリー政府観光局も「市内でもっとも価値のある公園」と言われていることを紹介しているが、世界遺産に含まれているのはその南端だけである。マルギットの名はベーラ4世の息女マルギットからとられている。彼女は父王が島に建てた修道院に入れられ、二度とモンゴルの襲来がないようにという祈りのために生涯を捧げた。

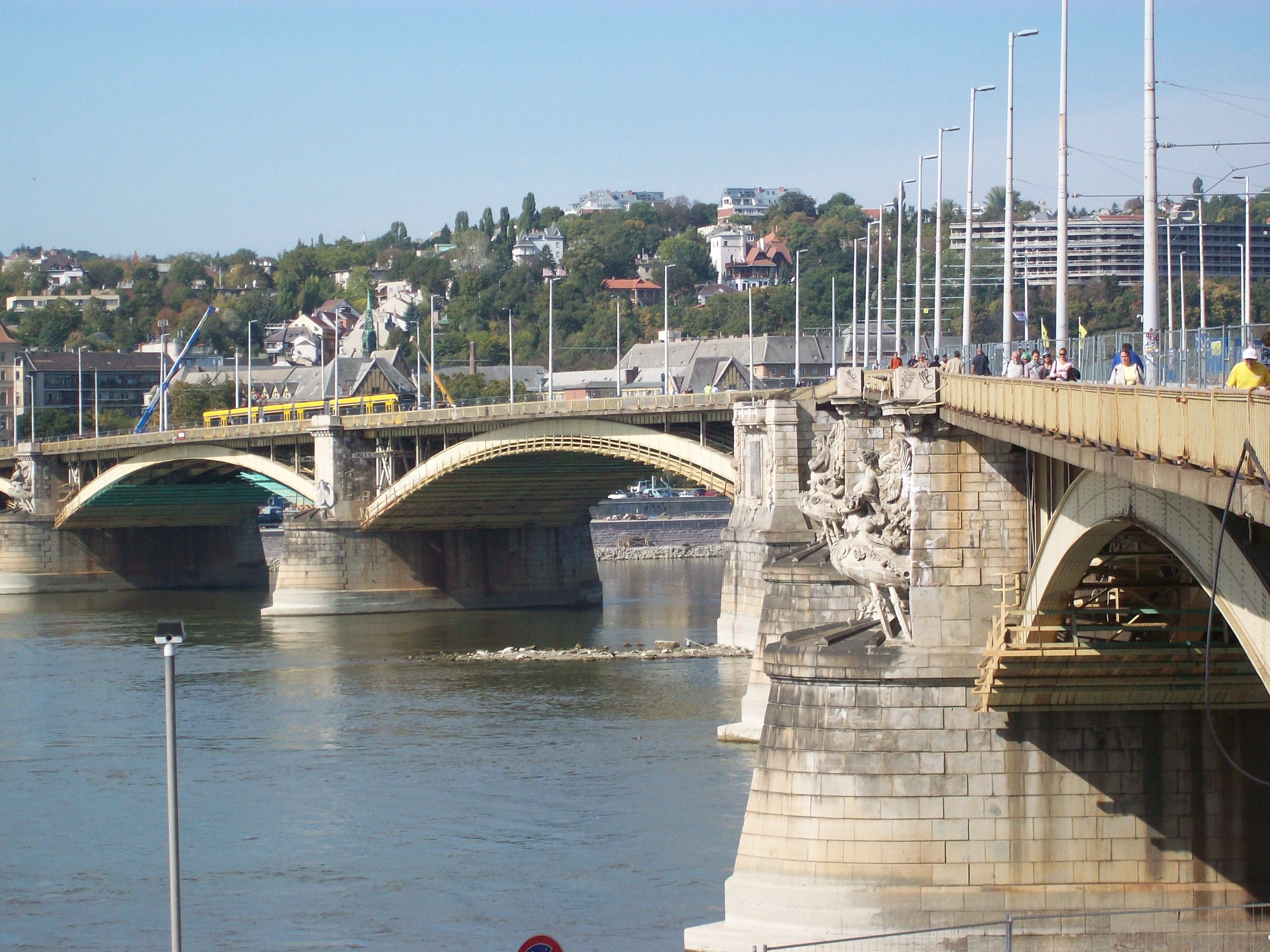
マルギット橋
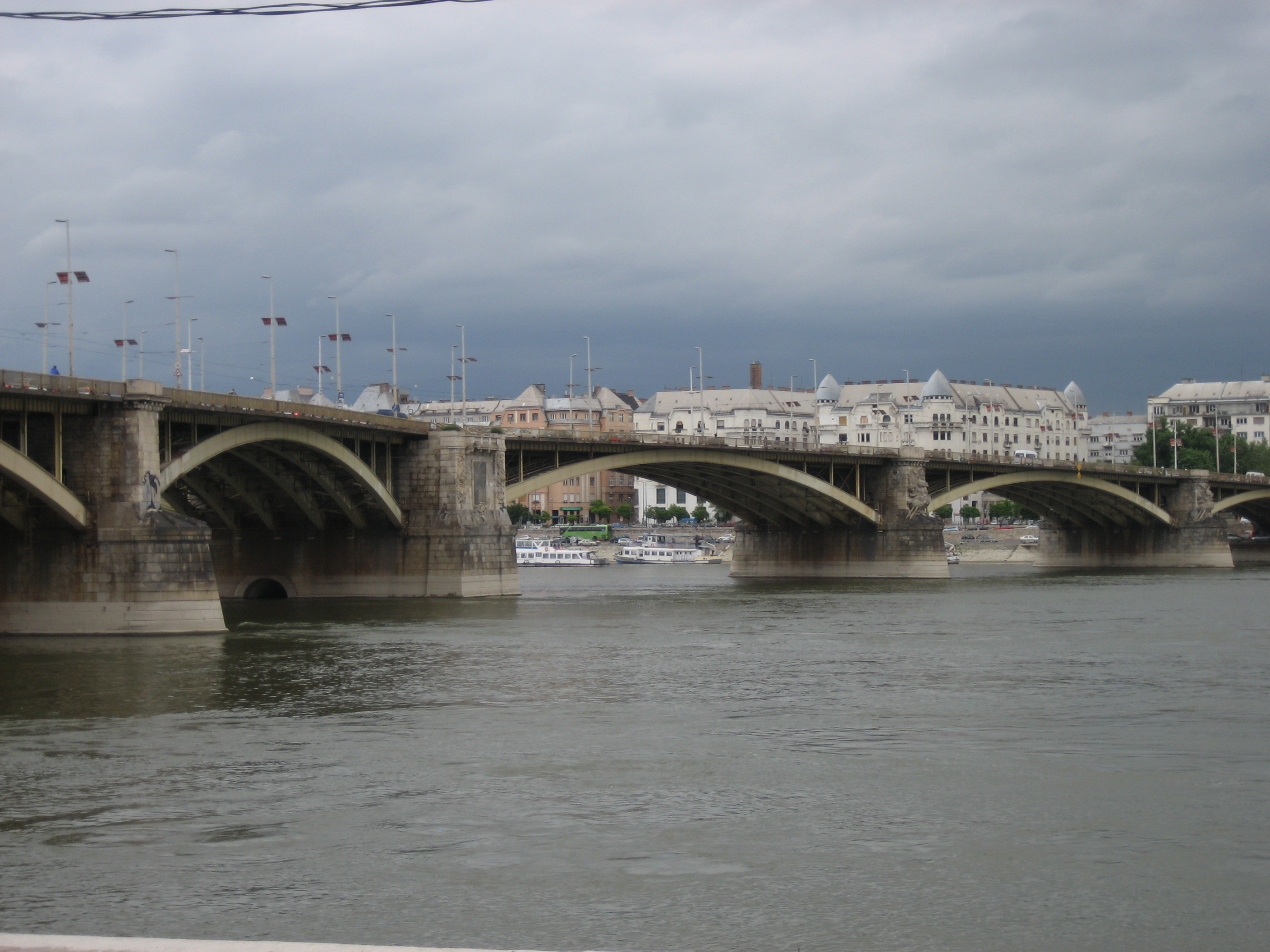
マルギット橋

### エルジェーベト橋

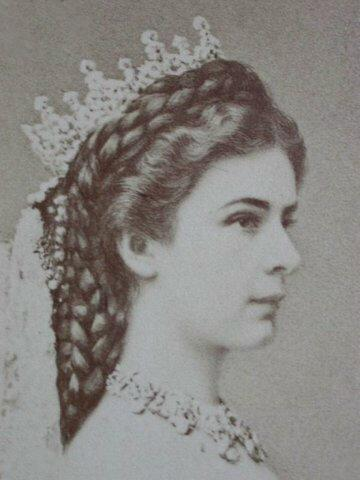
エリーザベト（エルジェーベト）

エルジェーベト橋は、世界遺産登録対象の橋の内、一番下流に位置している。1903年の完成当初はセーチェーニ鎖橋と同じくチェーン吊橋の工法が採用され、チェーン吊橋としては世界最大で最も美しいとも言われていた。しかし、これもドイツ軍に破壊され、再建されることになったが、それらの橋の中では例外的に新しいデザイン（ケーブル吊橋）が採用された。これは再建時の資金不足と新しい工法を試そうとしたことによるという。再建は1964年のことだった。
橋の名前は、美貌で知られたオーストリア皇后エリーザベト（ハンガリー王妃エルジェーベト）にちなんでいる。もともとこの名前は、そのすぐ南の橋がエリーザベトの夫であるオーストリア皇帝フランツ・ヨーゼフ1世（ハンガリー王フェレンツ・ヨージェフ）にちなんでフェレンツ・ヨージェフ橋と呼ばれていたこととセットだったが、後者は共産主義政権下で「自由橋」と改称されて現在に至る。自由橋は1899年に建造され、第二次世界大戦後には市内で一番早く復元された橋だったが、前述の通り、こちらは世界遺産登録対象ではない。

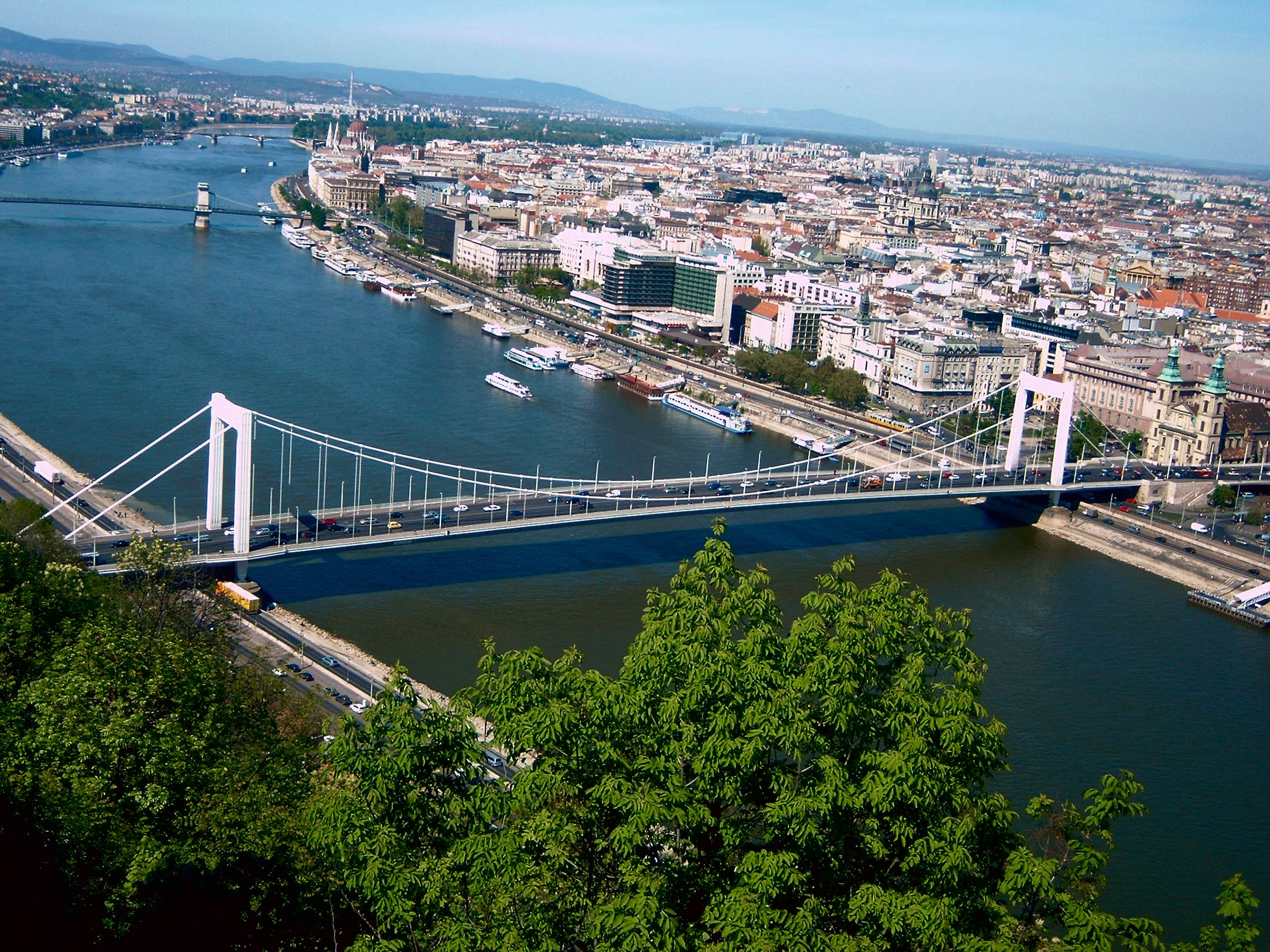
エルジェーベト橋
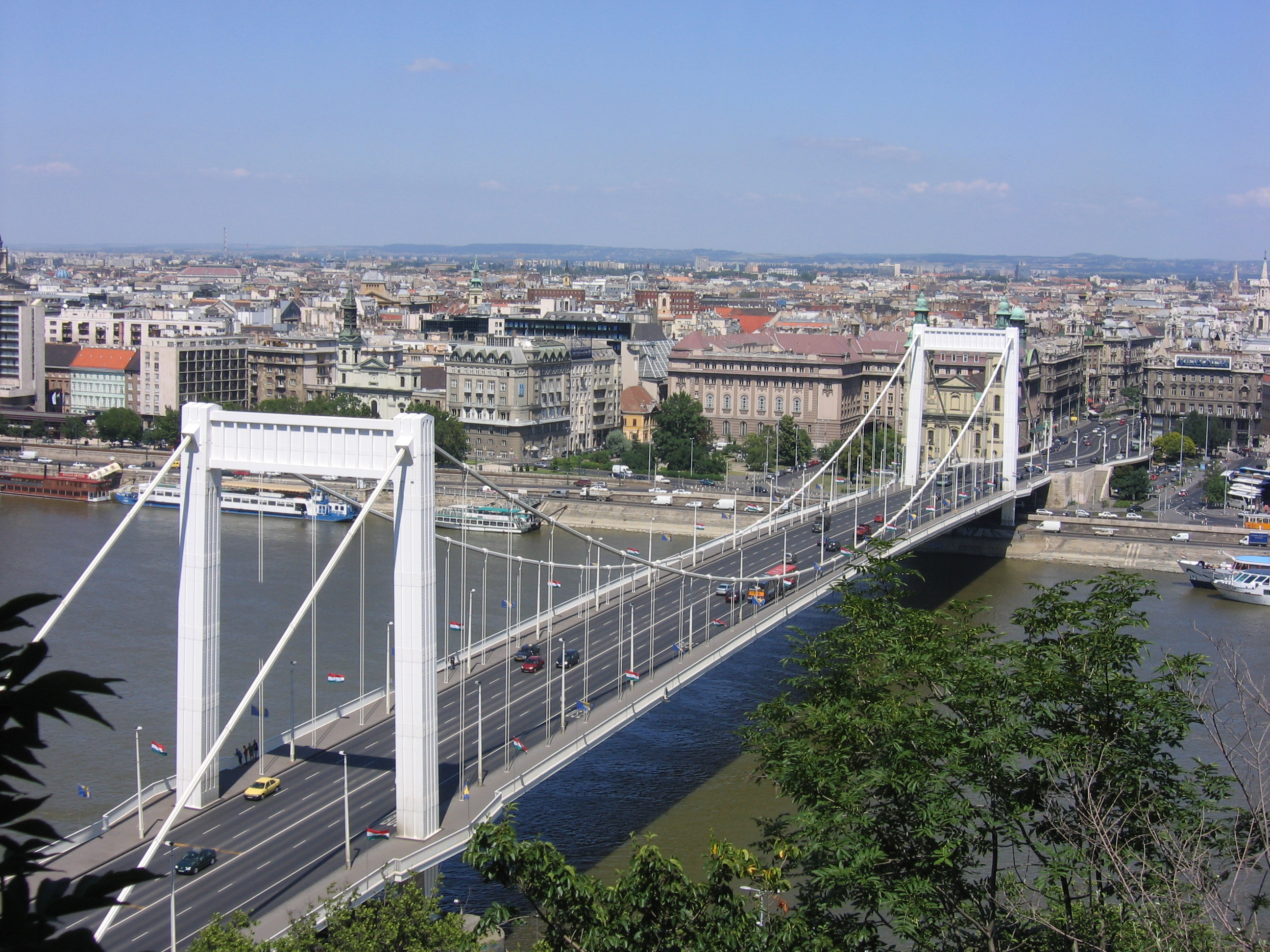
エルジェーベト橋
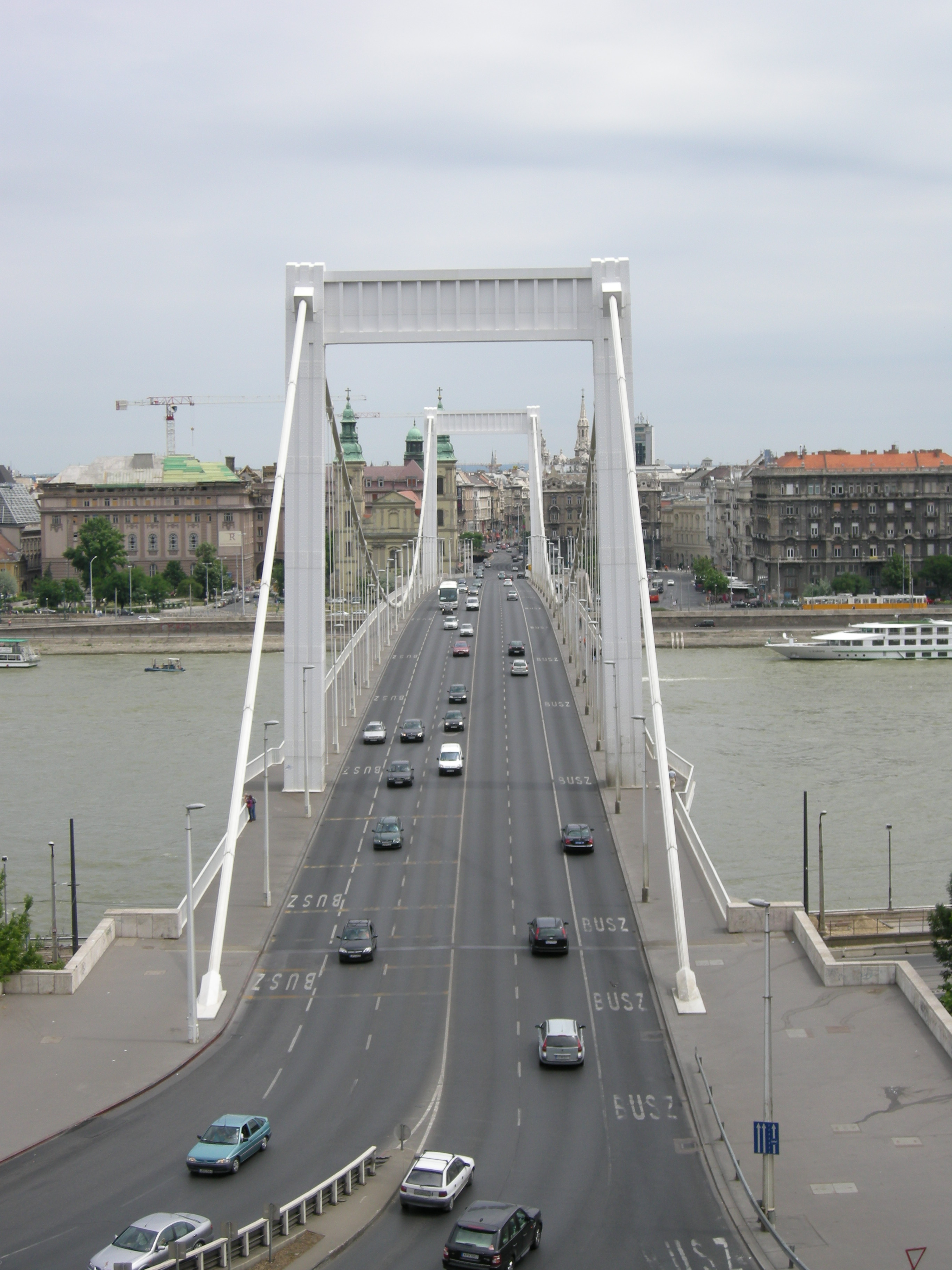
エルジェーベト橋
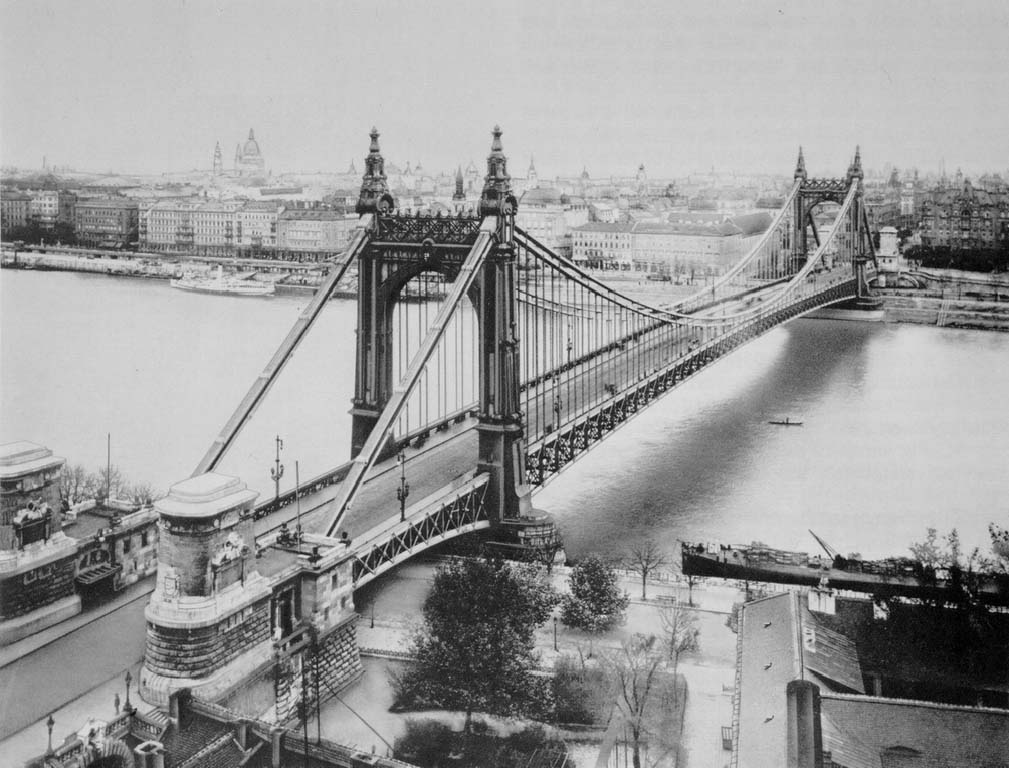
破壊前のエルジェーベト橋

### 旧市街聖堂
エルジェーベト橋のペシュト側の袂にあるのが、旧市街聖堂 (Belvárosi Plébánia templom)である。このカトリックの教区聖堂は、12世紀に殉教者ジェラルドの墓所の上に建てられたと伝えられているが、当初の建造物は残っていない。現在の建物は15世紀に建てられたもので、ブダペストの教会建築物では最も古い。本来はゴシック様式で内陣に当時の様式を見ることができ、同じ時期のフレスコ画も残されている。オスマン帝国領時代にはモスクとして転用されており、一部にその痕跡も残る。外観は1723年の火災後にたびたび改修を受け、バロック様式や新古典様式が混じっている。

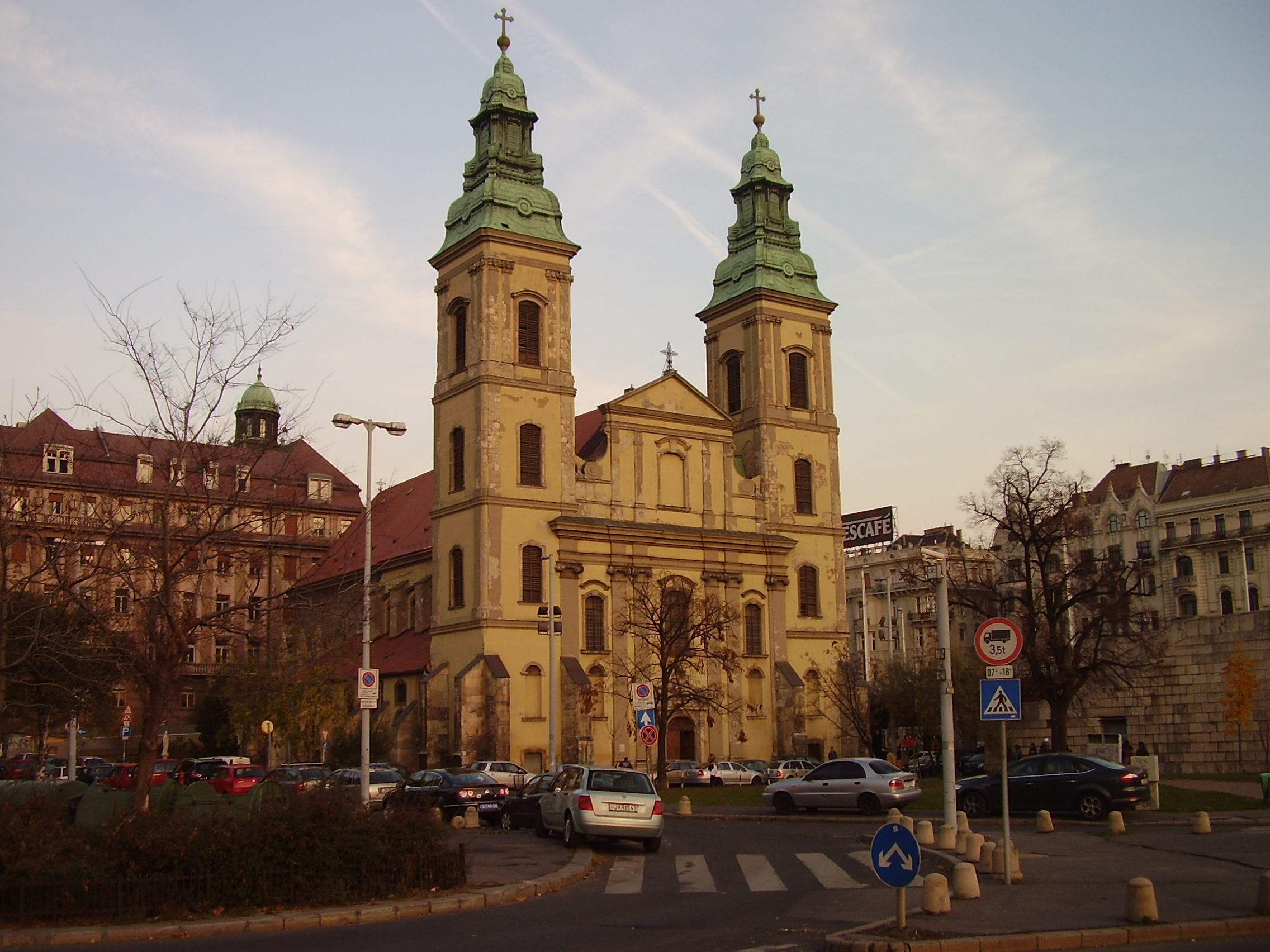
旧市街聖堂（正面）
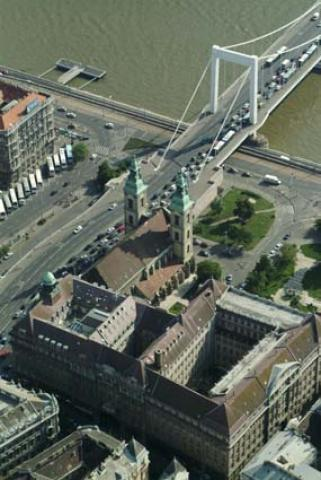
旧市街聖堂とエルジェーベト橋

### ヴィガドーと科学アカデミー
旧市街聖堂から河岸沿いに北上すると見られるのがヴィガドー（ハンガリー語: Pesti Vigadó）である。これは1829-1833年にフェスル・フリジェシュ (Feszl Frygyes) によって建てられた折衷様式のコンサートホールで、19世紀には社交場として機能した。当初はRedouteという名称であり、この建物は戦争によって2回の破壊を受け、2回再建され、現在に至っている。1回目の破壊は1848-1849年の独立戦争時で、1860年に取り壊しが開始され、1865年に再建が終了し、RedouteからVigadóへと名称が変わった。2回目の破壊は第二次世界大戦中で、数回にわたって部分的に修復がなされ、1980年に再公開された。その後、2004-2014年にモニュメントを元の状態に戻す目的の改修を経て、現在の姿に至っている。
さらに北上してセーチェーニ鎖橋前も通り過ぎると、ネオ・ゴシック様式のハンガリー科学アカデミーの建物に至る。設計を担当したのはベルリン出身のシュトゥーラーで、1862年から1864年にかけて建造された。

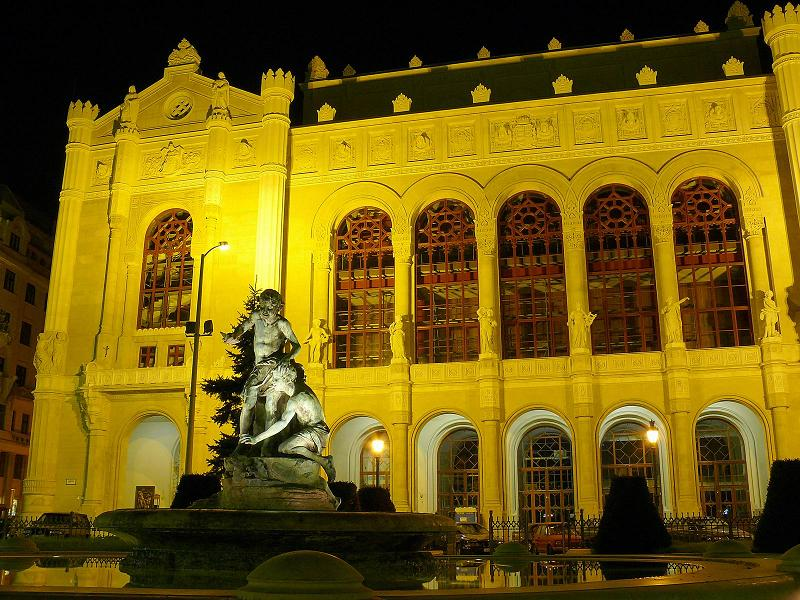
ヴィガドー（夜景）
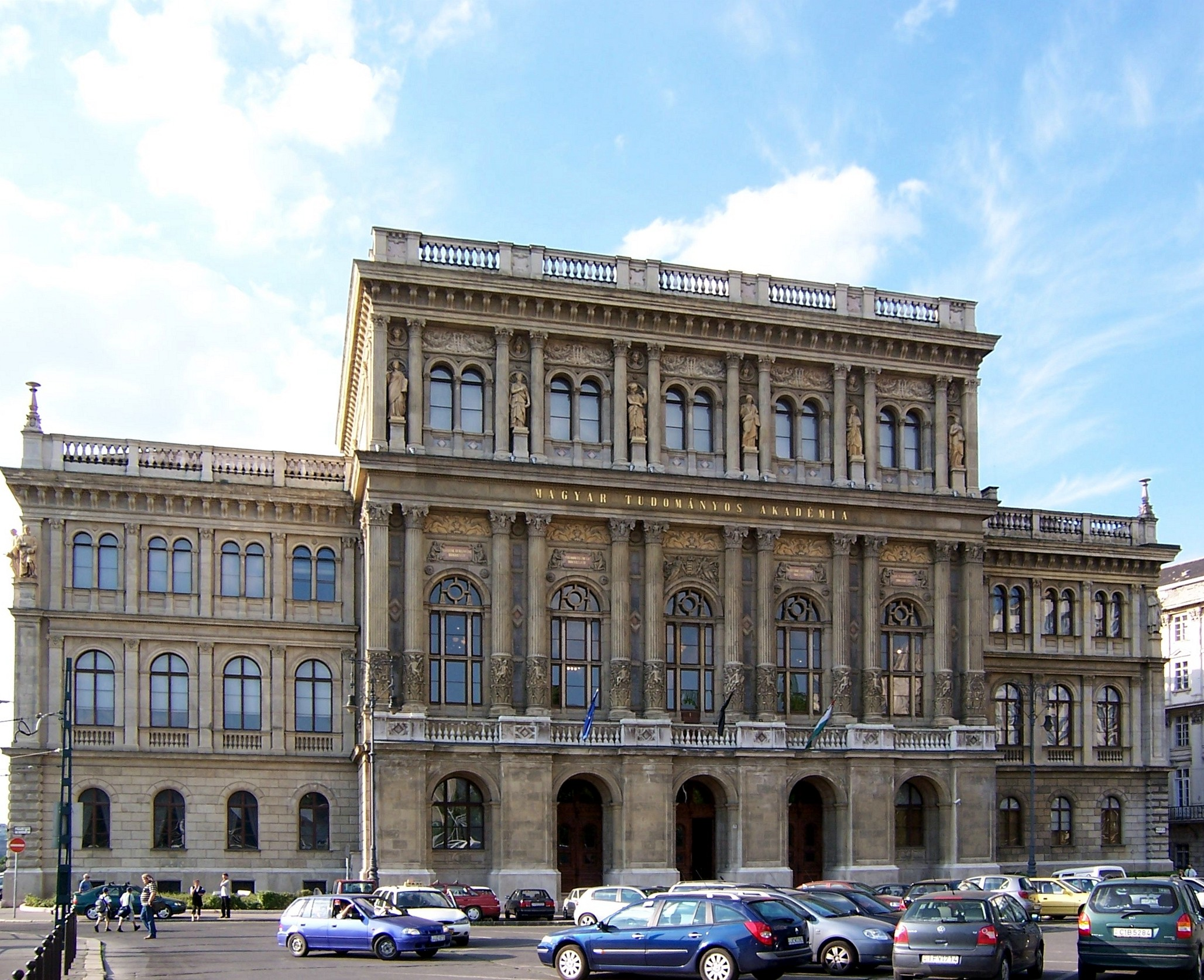
科学アカデミー
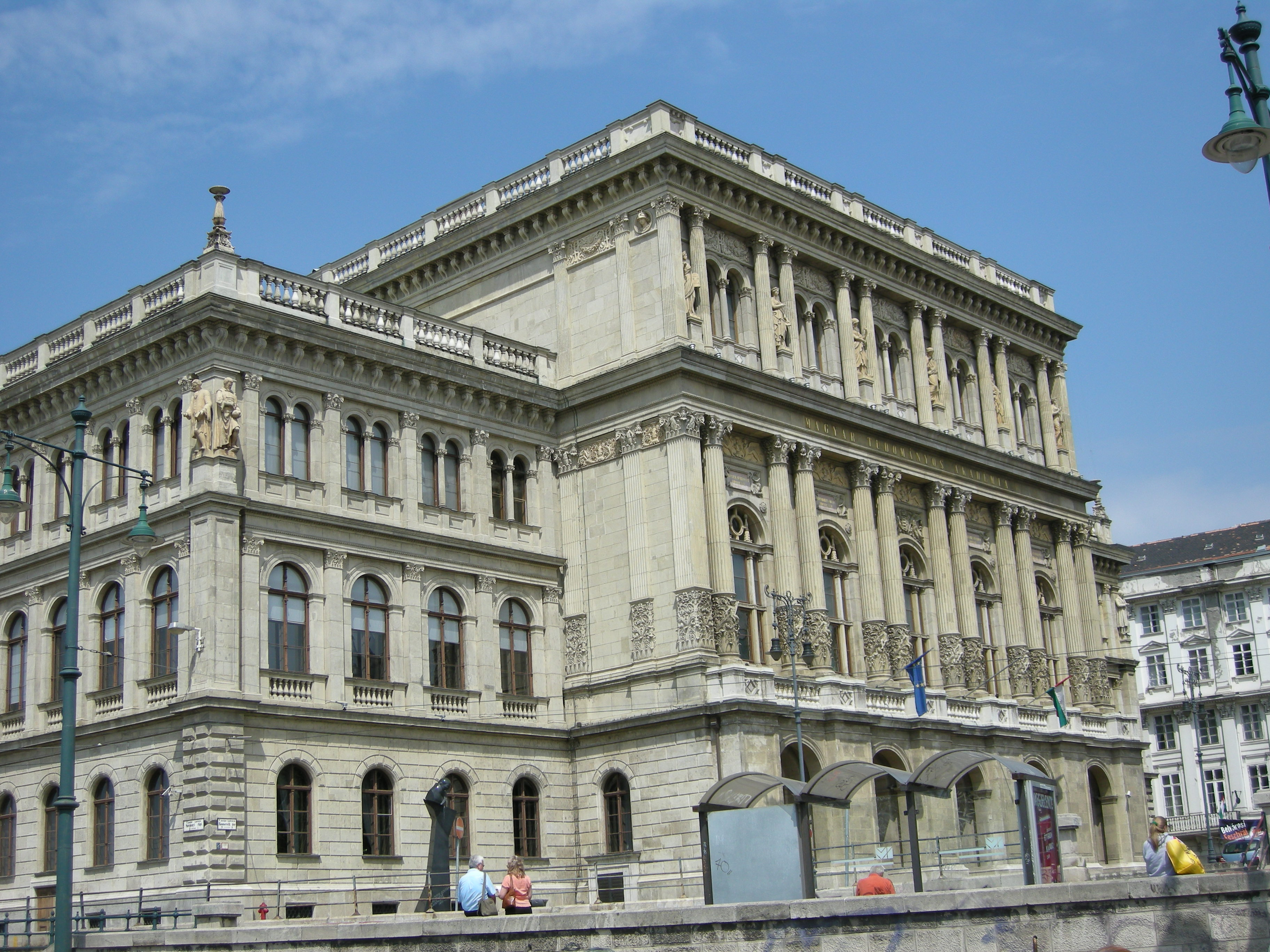
科学アカデミー

### 国会議事堂

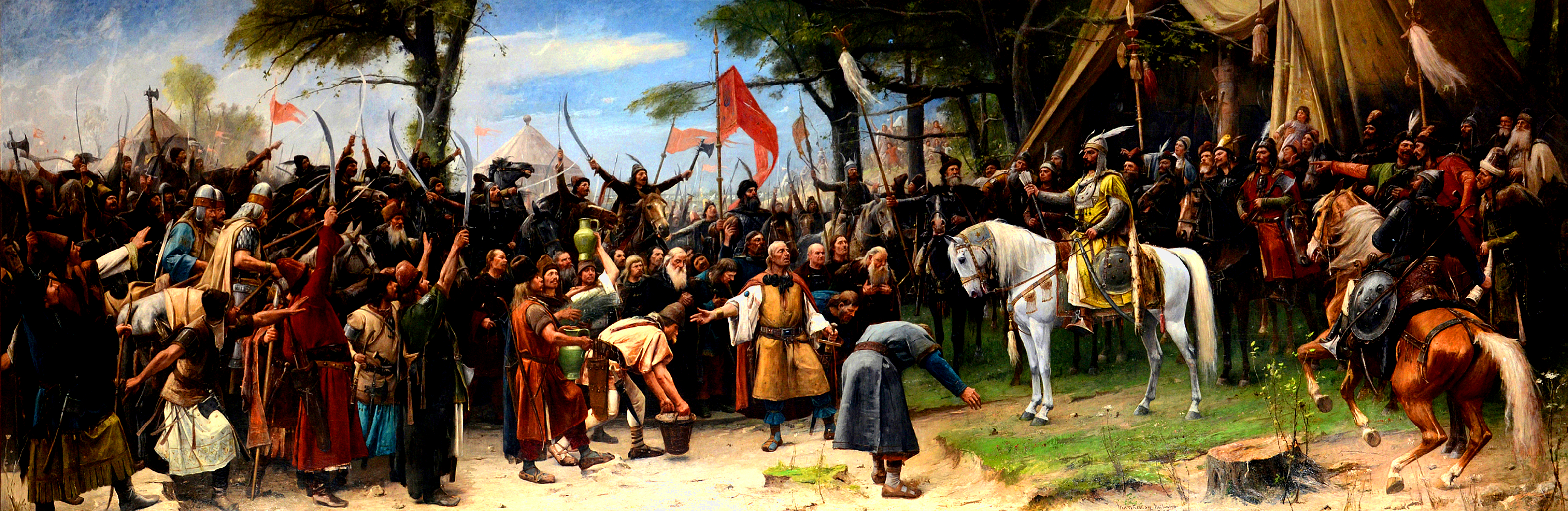
『征服』（ムンカーチ・ミハーイ）

科学アカデミーからさらに河岸沿いに北上すると、ペシュト地区河岸の建造物群の中でもひときわ目を惹くハンガリーの国会議事堂が建っている。これは、ネオ・ゴシック様式を土台に、ドームなどにルネサンス様式を取り入れた折衷様式の壮麗な建物である。建設が始まった1884年にはハンガリーはオーストリア＝ハンガリー帝国の一部であり、自治の象徴として建設されたこの建物は、完成に20年を要した。ハンガリーの民族意識の高まりの中、当時のヨーロッパ諸国の中でも傑出したものにしようという意図のもとで建てられたこの建物は、ハンガリー語では「国の家」を意味するオルサーグハース (Országház) と呼ばれている。
シュテインドル・イムレの設計で、ドームの高さは96 m、長さ268 m、幅118 m で、691室の部屋がある。館内には画家ムンカーチ・ミハーイの作品『征服』などが飾られ、王権の象徴であった聖イシュトバーンの王冠や王笏などが展示されている。

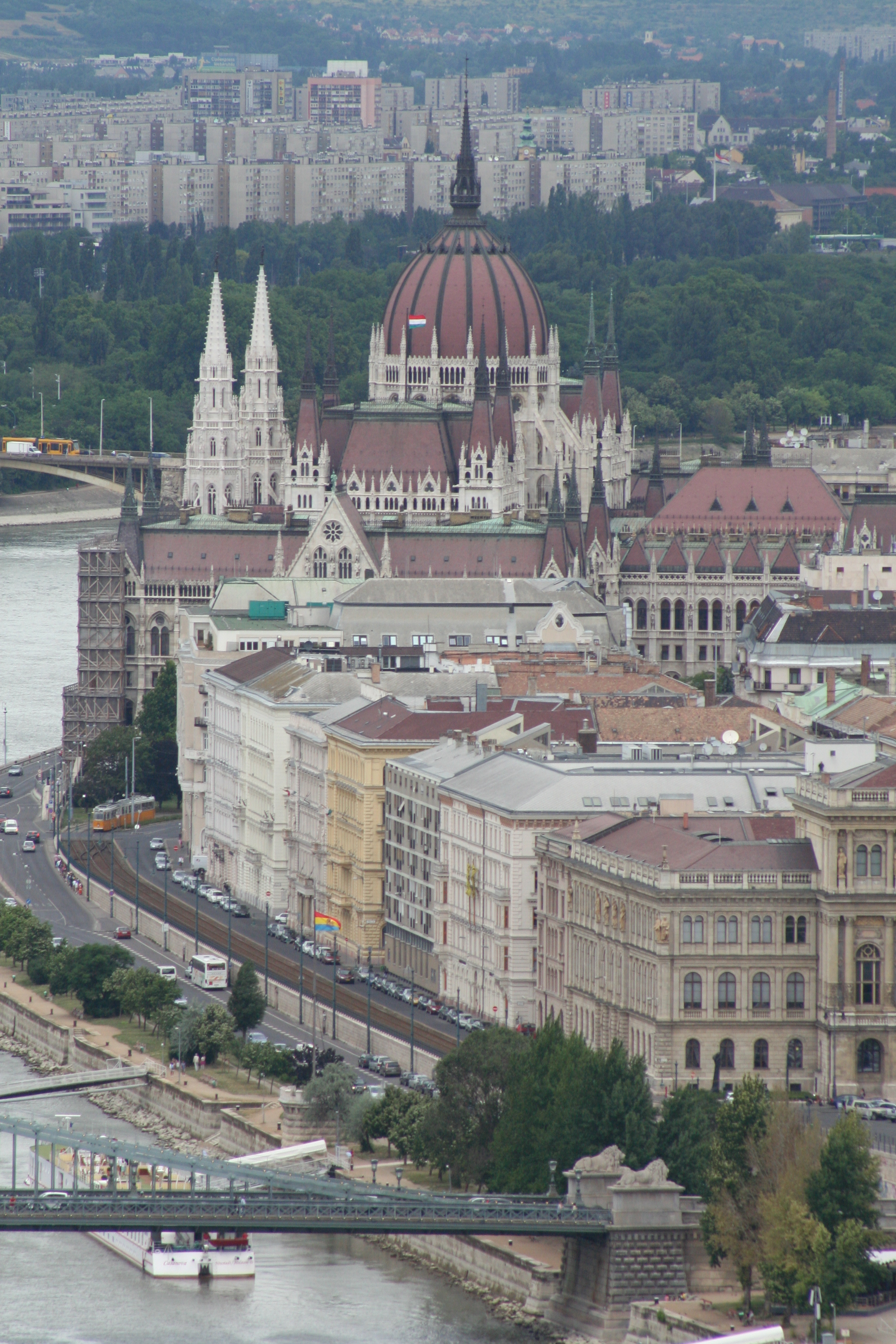
国会議事堂とドナウ川
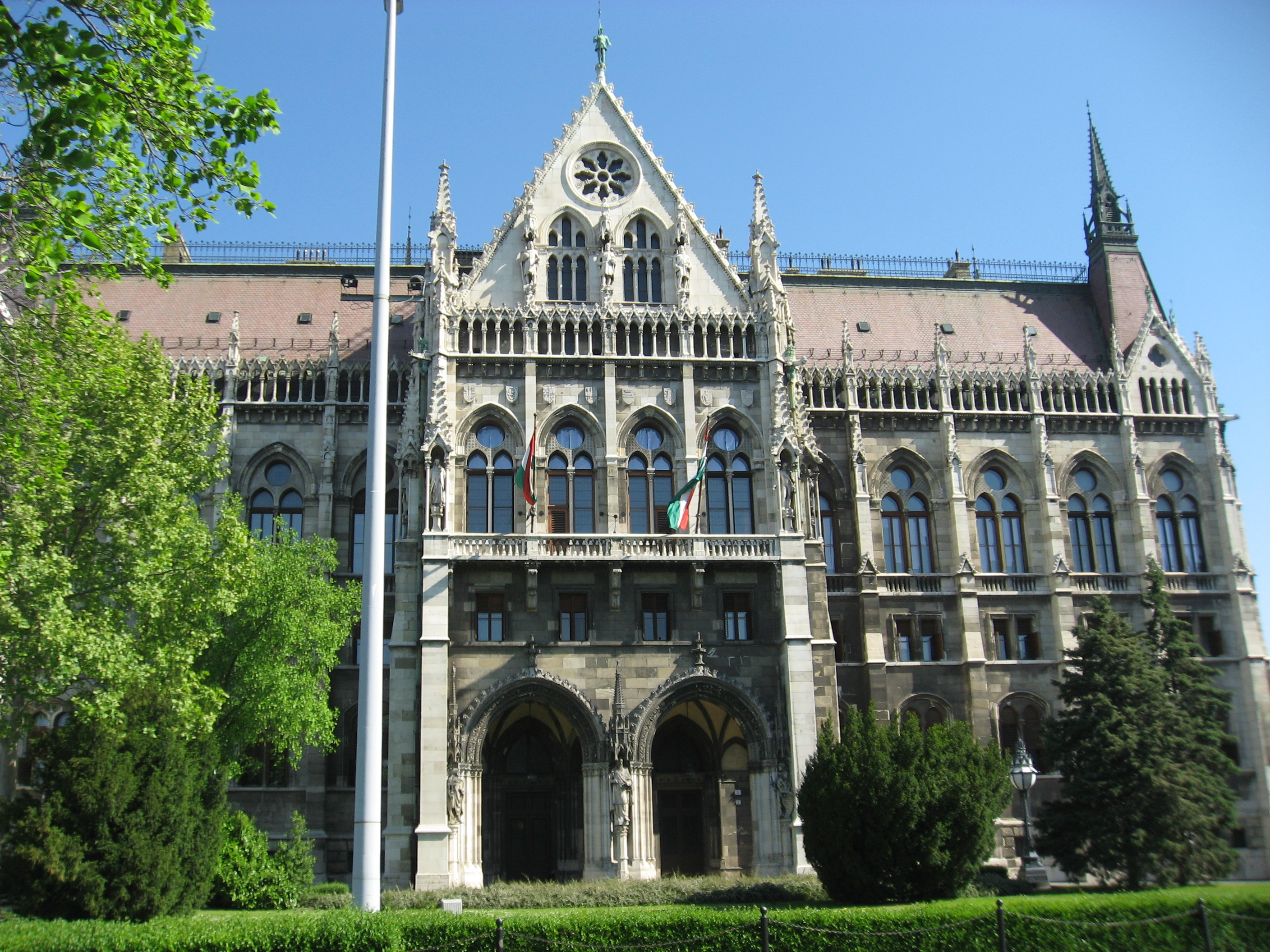
国会議事堂（正面）
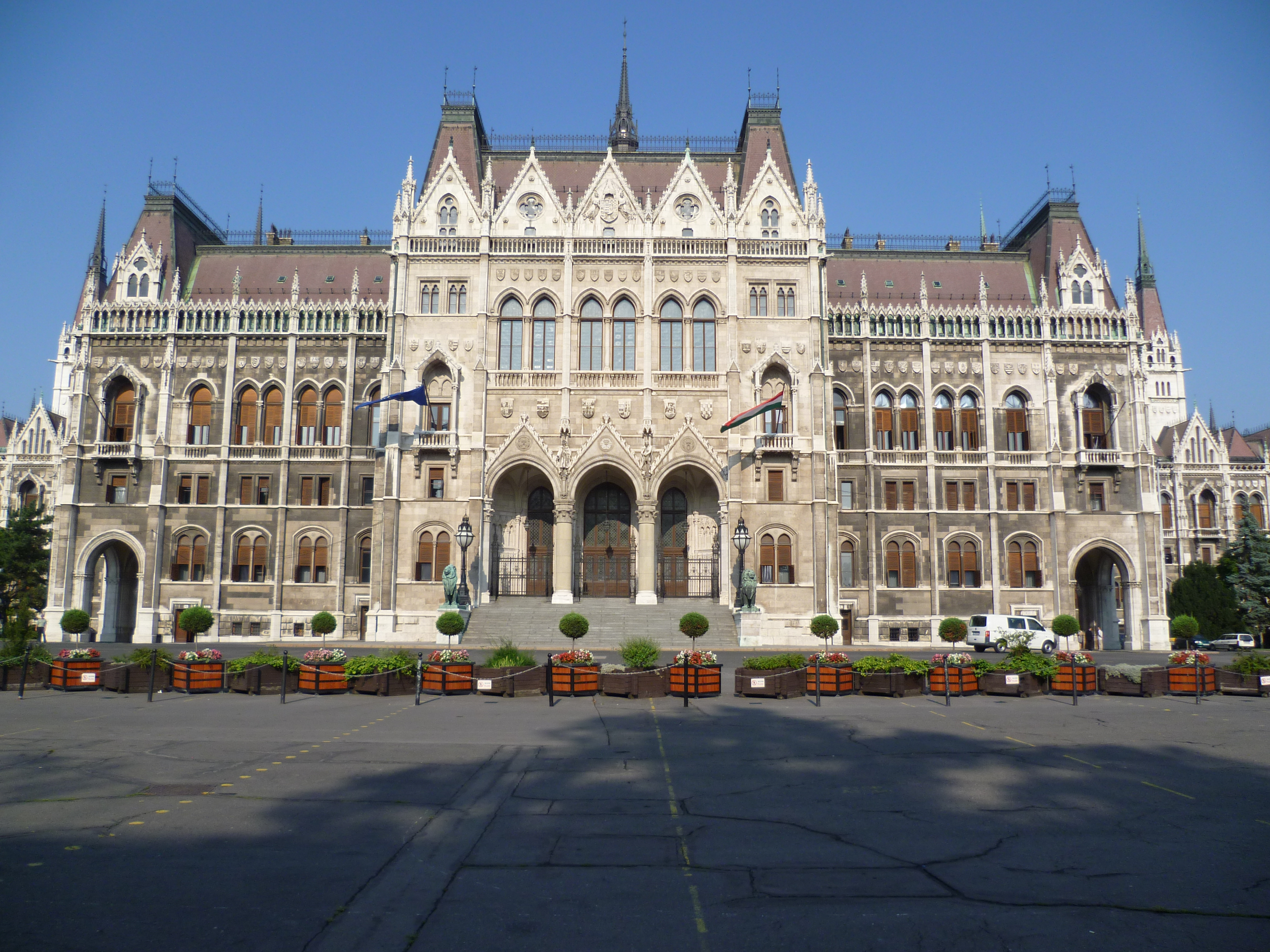
国会議事堂（背面）

### アンドラーシ通り

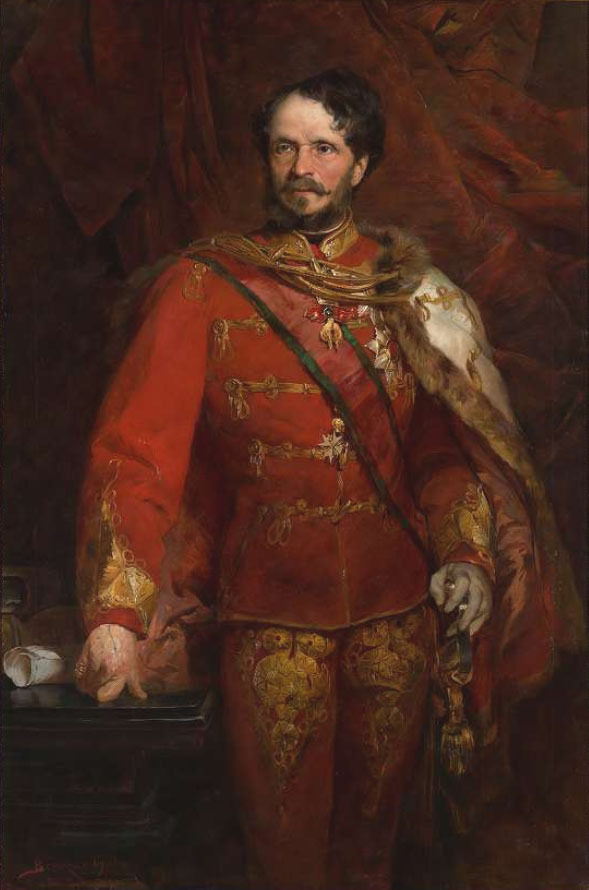
アンドラーシ・ジュラ

アンドラーシ通りは1872年から1885年にかけて建設された長さ約 2km の直線道路で、ペシュトの河岸地区と市民公園を結んでいる。最終的な完成までには10年以上を要したが、道路そのものは1876年に使い始められていた。通りの名前は当時の首相アンドラーシ・ジュラからとられたもので、街路のモデルとなったのはパリのシャンゼリゼ通りである。通りの名前はハンガリーの歴史とも結びついて、順に「シュガール（放射状）通り」、「アンドラーシ通り」、「スターリン通り」（1947年 -）、「ハンガリー青年通り」（1956年）、「人民共和国通り」（1957年 - 1990年）、「アンドラーシ通り」（1990年 - 現在）とたびたび変わってきた。
この通り沿いには、前述の通り、西洋音楽史にとっても重要な意義を持つ国立オペラ座が建っている。国立オペラ座はイブル・ミクローシュ (Ybl Miklós)が1875年から1884年にかけて建造したネオ・ルネサンス様式の建物で、彼の代表作とも言われている。また、リスト・フェレンツやコダーイ・ゾルターンが住んでいた場所は、それぞれ記念博物館となっている。
また、恐怖の館 (Terror Háza Múzeum) も建っている。これはファシズム政党の矢十字党本部や、ハンガリー国家保安局本部になっていた時期がある建物で、独裁政権などに関する展示を行なっている。

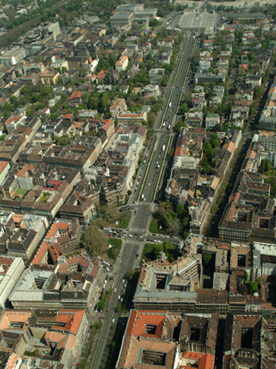
空から見たアンドラーシ通り
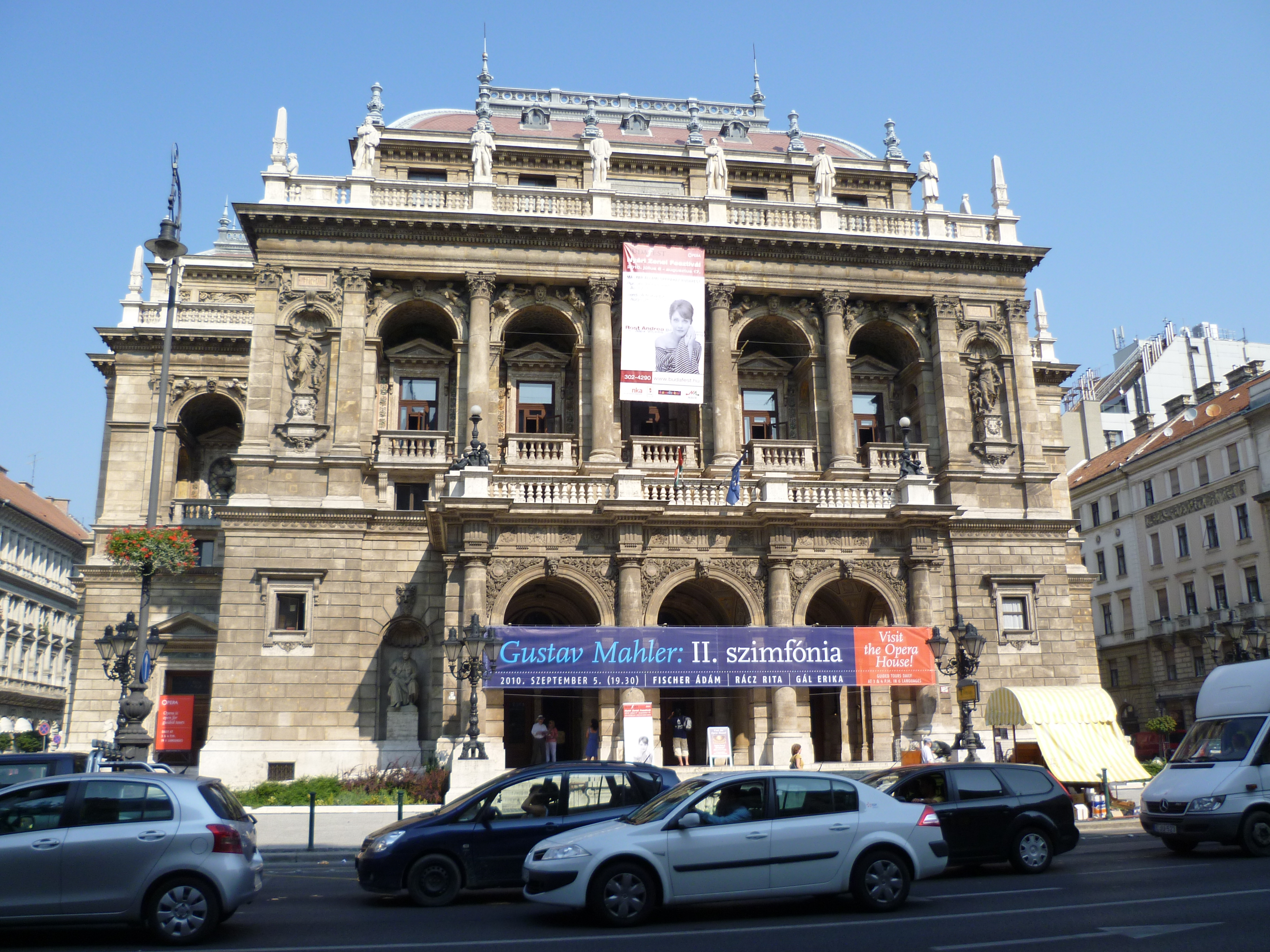
国立オペラ座

### ブダペスト地下鉄1号線
ブダペスト地下鉄はヨーロッパ大陸では初となった地下鉄である。ちょうどアンドラーシ通りの真下を直線的に走る地下鉄で、ハンガリーの建国一千年祭（1896年）に合わせて1893年から1896年にジーメンス・ウント・ハルスケ社によって建設された。地下鉄の建設理由は、都市計画上、街路の美観を損ねないためであった。
最初の地下鉄であったロンドン地下鉄が蒸気機関車であったのに対し、ブダペスト地下鉄は初めての電化された地下鉄になった。
世界遺産に登録された鉄道はゼメリング鉄道、レーティッシュ鉄道アルブラ線・ベルニナ線と周辺の景観、インドの山岳鉄道群など他にもあるが、世界遺産としての「顕著な普遍的価値」を認められている地下鉄はここだけである（2013年の第37回世界遺産委員会終了時点）。このブダペスト地下鉄の存在によって、「ブダペストのドナウ河岸とブダ城地区およびアンドラーシ通り」が産業遺産に分類されることもある。

開通当初
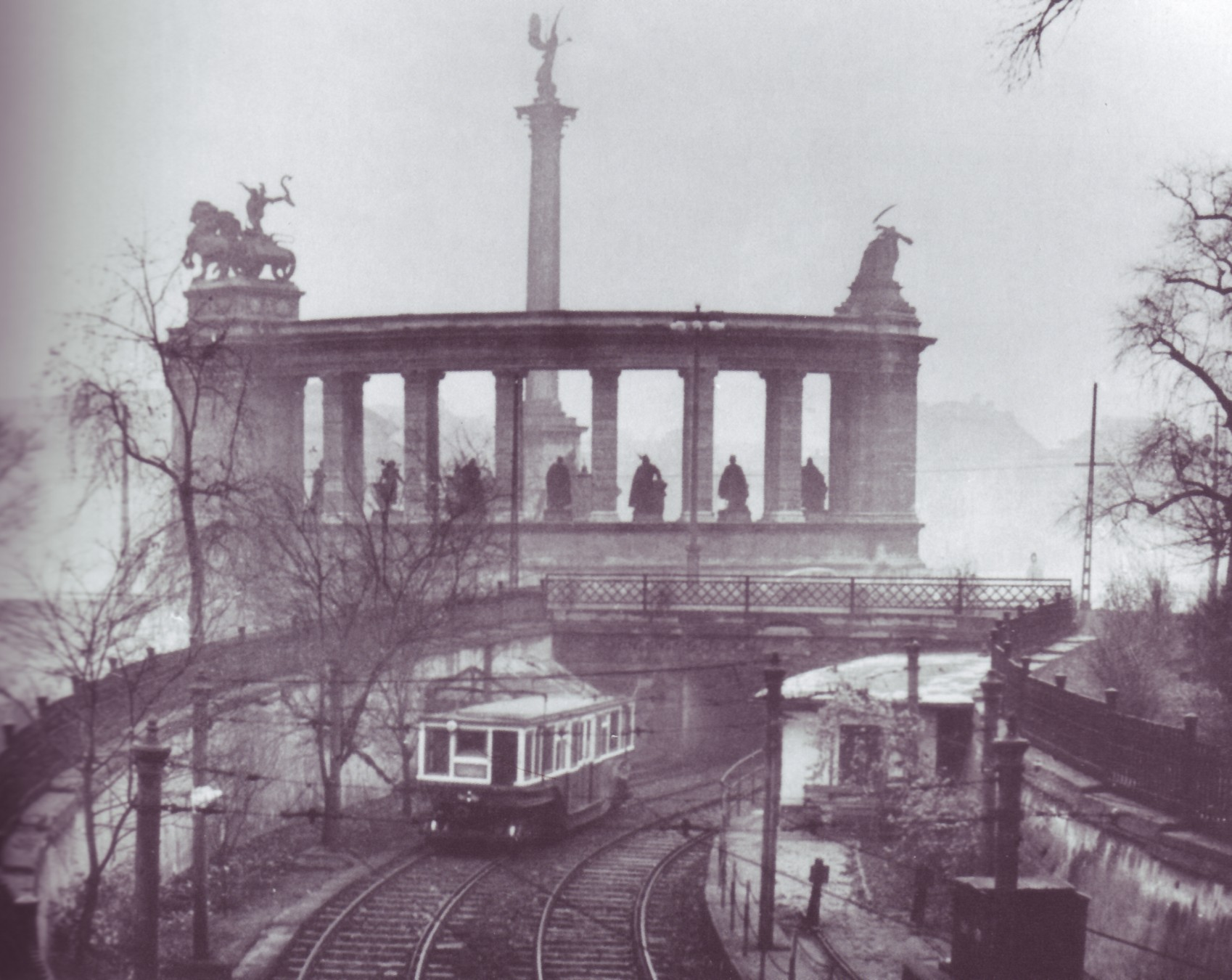
かつての英雄広場前
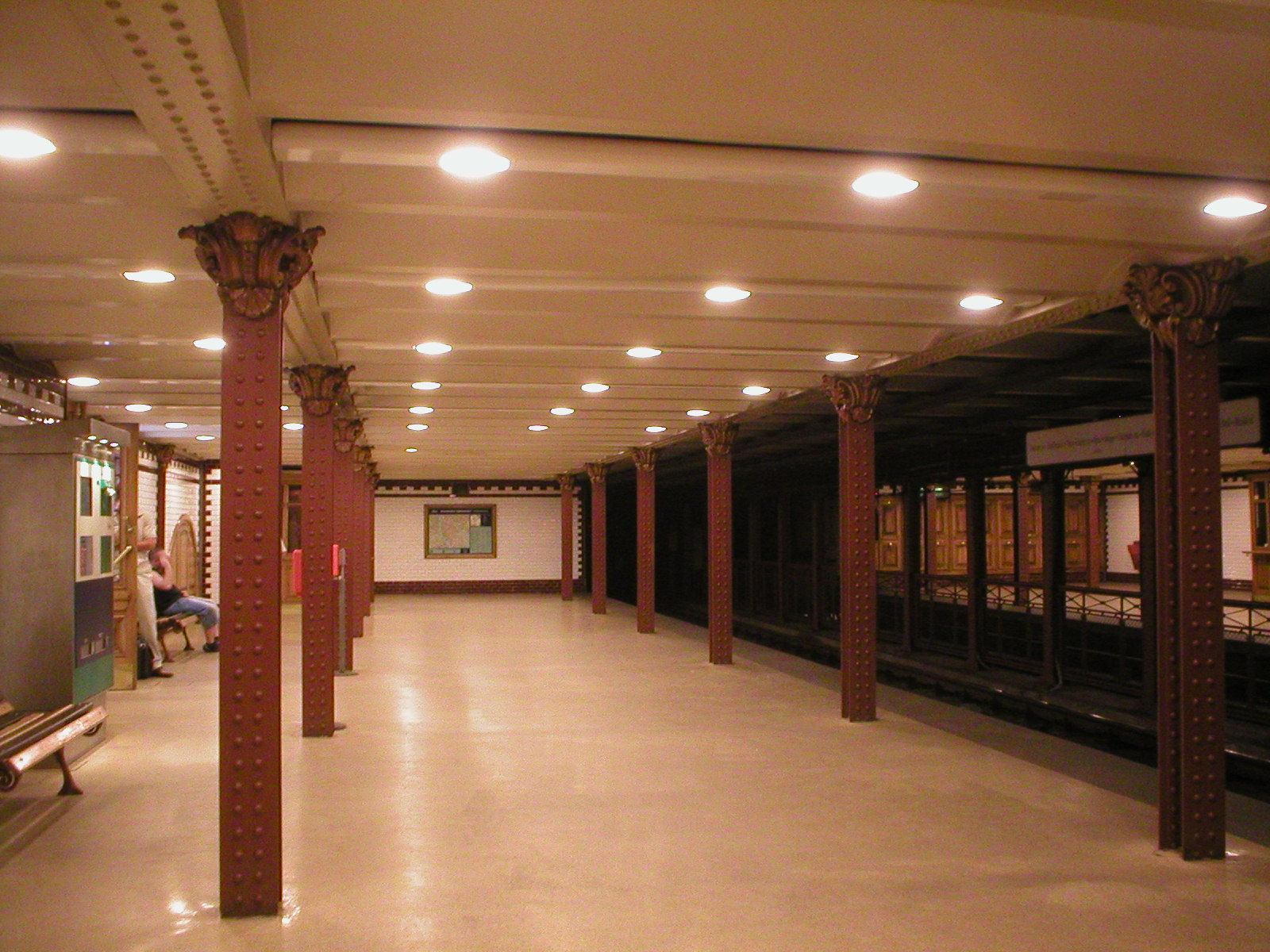
現在のオペラ座駅

### 英雄広場
英雄広場はアンドラーシ通りの端に当たる広場で市民公園の一部をなしている。世界遺産の登録範囲はこの英雄広場と両脇の美術館までで、市民公園そのものは含まない。
英雄広場にはハンガリー建国一千年を記念して記念碑が建てられた。設計者はザラ・ジュルジュで、完成は1929年のことだった。高さ36m　の巨大な記念碑の基部には、それを取巻くようにして騎馬像が配置されている。それらはハンガリー建国の英雄アールパードをはじめとする7部族の首長をかたどったもので、記念碑の頂上のガブリエル像とともに、天使のお告げによってアールパードが戴冠できたとされる建国伝説を象徴している。
アンドラーシ通りから見て英雄広場の左隣にあるのがブダペスト国立西洋美術館 (Szépművészeti Múzeum) で、1896年から1906年にかけて建造された新古典主義の建物に、イタリア、スペイン、フランス、オランダなどの多くの絵画が収蔵されている。特にエル・グレコ、ベラスケス、ムリーリョの作品など、スペイン絵画の充実ぶりに特色があり、スペイン国外では最大規模とも言われている。英雄広場の向かって右隣はミューチャルノク（Műcsarnok, 現代美術館）で、こちらは現代美術の非常設の展覧会を中心としたアート・ギャラリーである。

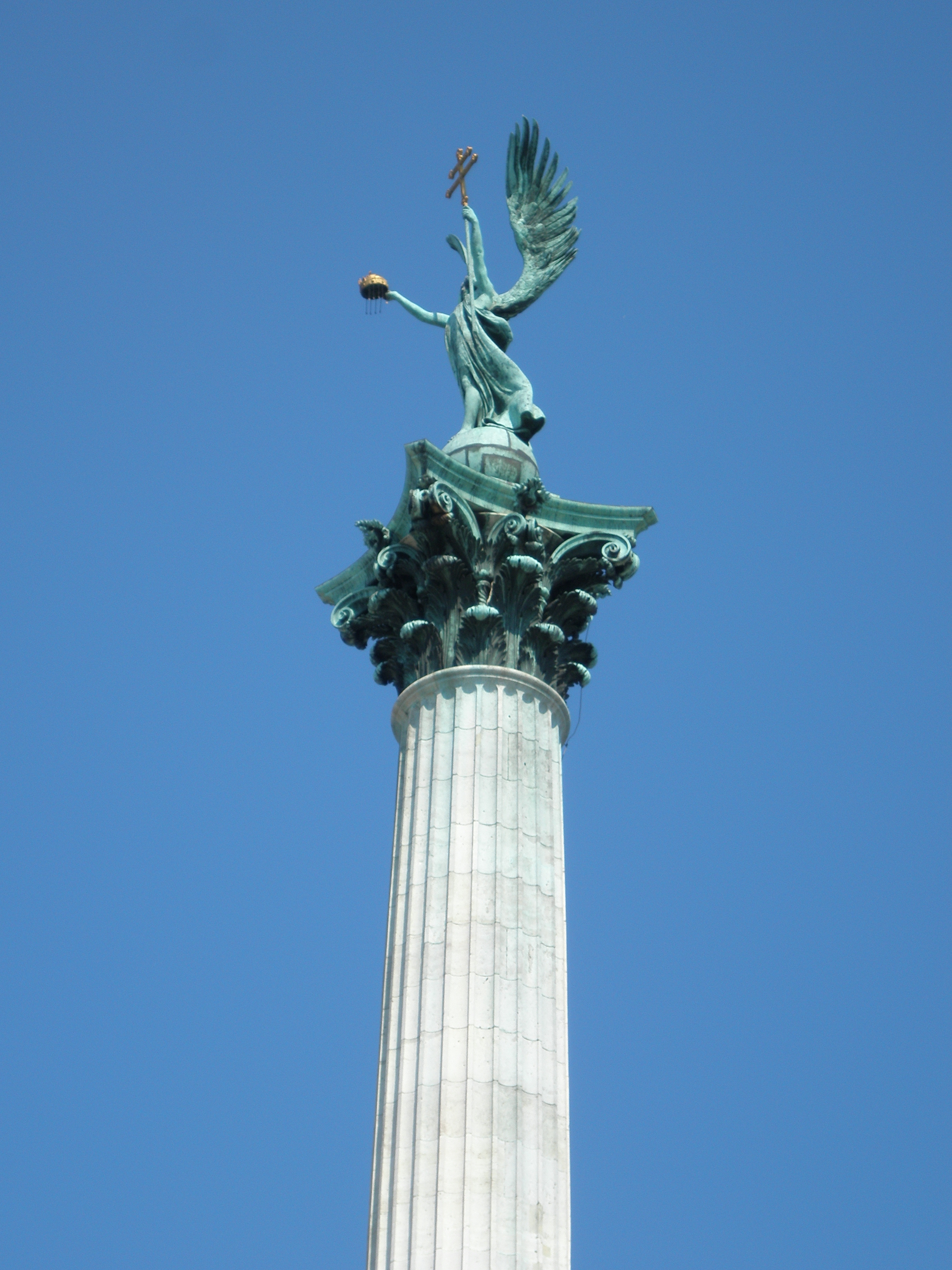
記念碑の頂上
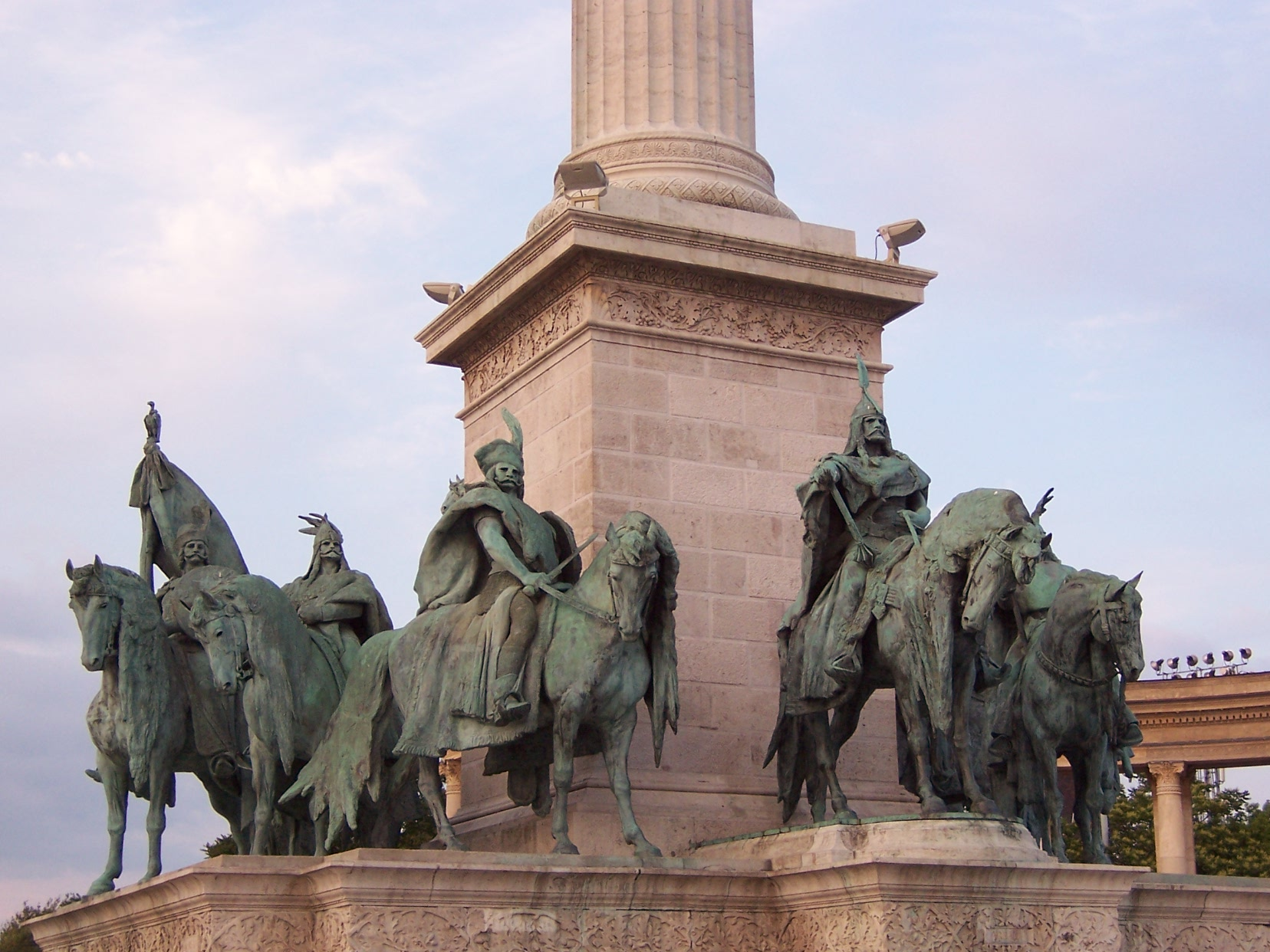
記念碑の基部
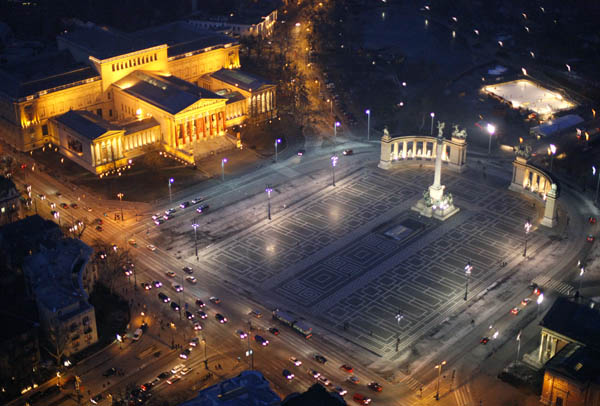
西洋美術館（左上）、英雄広場（中央）、ミューチャルノク（右下）
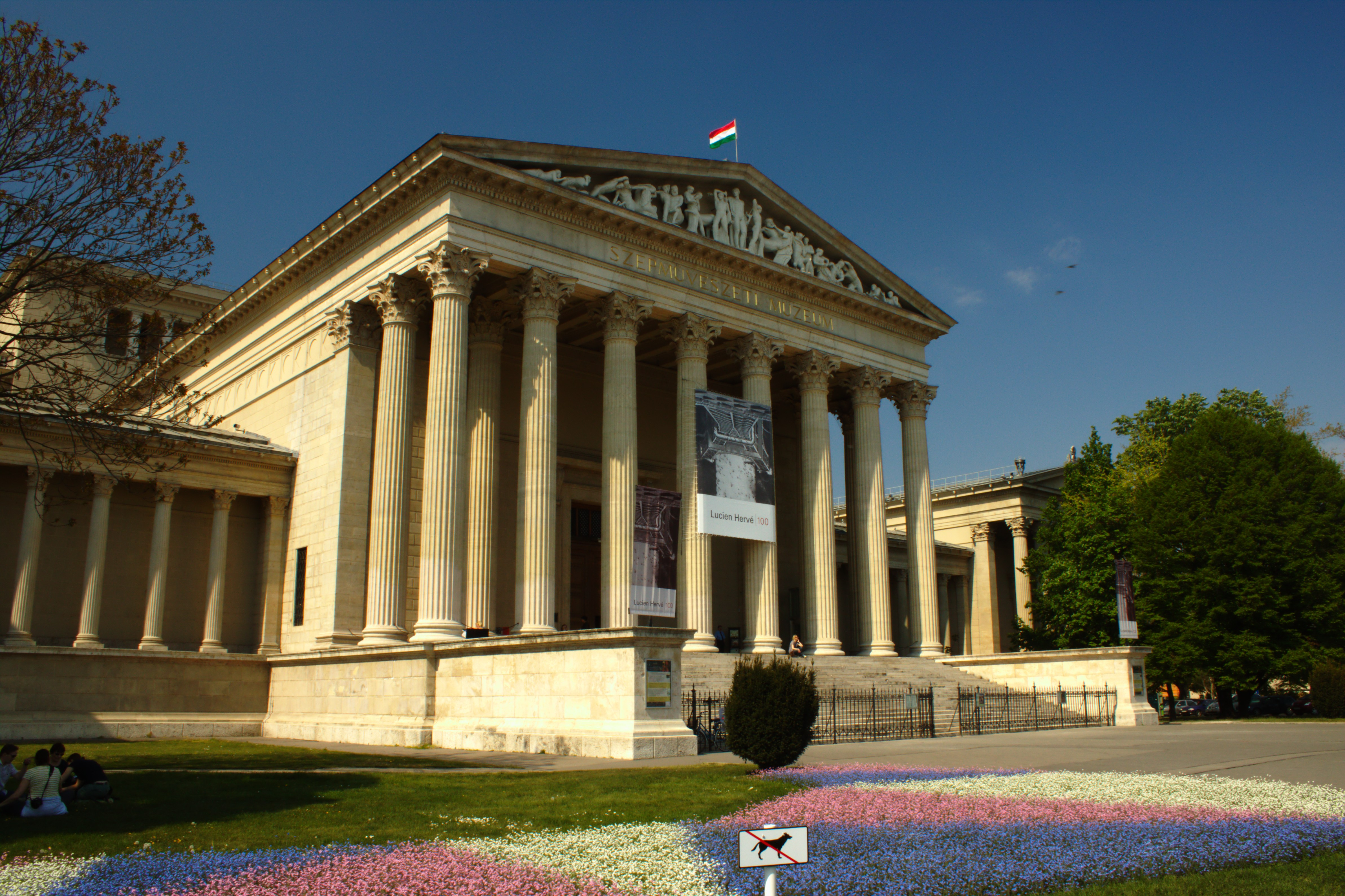
西洋美術館
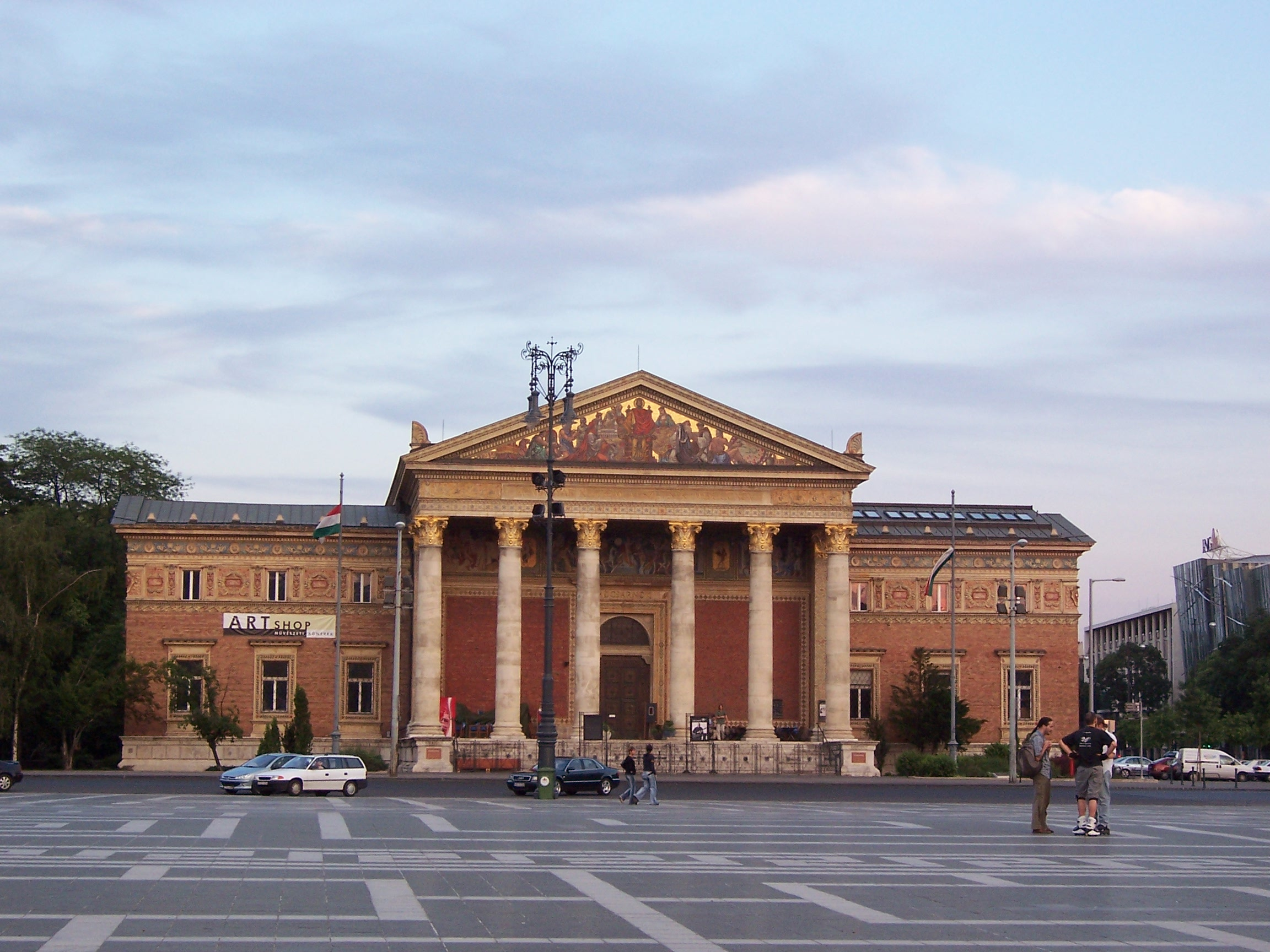
ミューチャルノク

## 登録名

### 拡大前
当初の登録名は
- 英語: Budapest, the Banks of the Danube and the Buda Castle Quarter
- フランス語: Budapest : le panorama des deux bords du Danube et le quartier du château de Buda

だった。これに対する日本語訳には若干の揺れが見られた。
- ブダペスト、ドナウ河岸とブダ城地区（日本ユネスコ協会連盟 [注釈 13]、国土庁計画・調整局[94]、世界遺産を旅する会[95]、水村光男[96]）
- ブダペスト、ドナウ河岸とブダ城地域（太田邦夫[97]）
- ブダペストのドナウ河岸とブダ城（ユネスコ世界遺産センター[98]）

### 現在
現在の正式名は
- 英語: Budapest, including the Banks of the Danube, the Buda Castle Quarter and Andrássy Avenue
- フランス語: Budapest, avec les rives du Danube, le quartier du château de Buda et l'avenue Andrássy

である。その日本語訳は以下のように文献によって揺れがある。
- ドナウ河岸、ブダ城地区及びアンドラーシ通りを含むブダペスト（日本ユネスコ協会連盟[注釈 14]）
- ドナウ河岸、ブダ城地区とアンドラーシ通りを含むブダペスト（水村光男[99]）
- ドナウ川の河岸、ブダ王宮の丘とアンドラーシ通りを含むブダペスト（古田陽久[100]）
- ドナウ河岸、ブダの王宮地区及びアンドラーシ通りを含むブダペスト（『なるほど知図帳 世界2010』）[101]
- ブダペストのドナウ河岸、ブダ城地区とアンドラーシ通り（青柳正規[102]）
- ブダペストのドナウ河岸とブダ城地区およびアンドラーシ通り（世界遺産アカデミー [注釈 15]）
- ブダペスト、ドナウ河岸とブダ城地域及びアンドラーシ通り（ハンガリー政府観光局[103]）
- ブダペスト、ドナウ河岸、ブダ城地区、アンドラーシ通り（小林克己[104]）

## その他

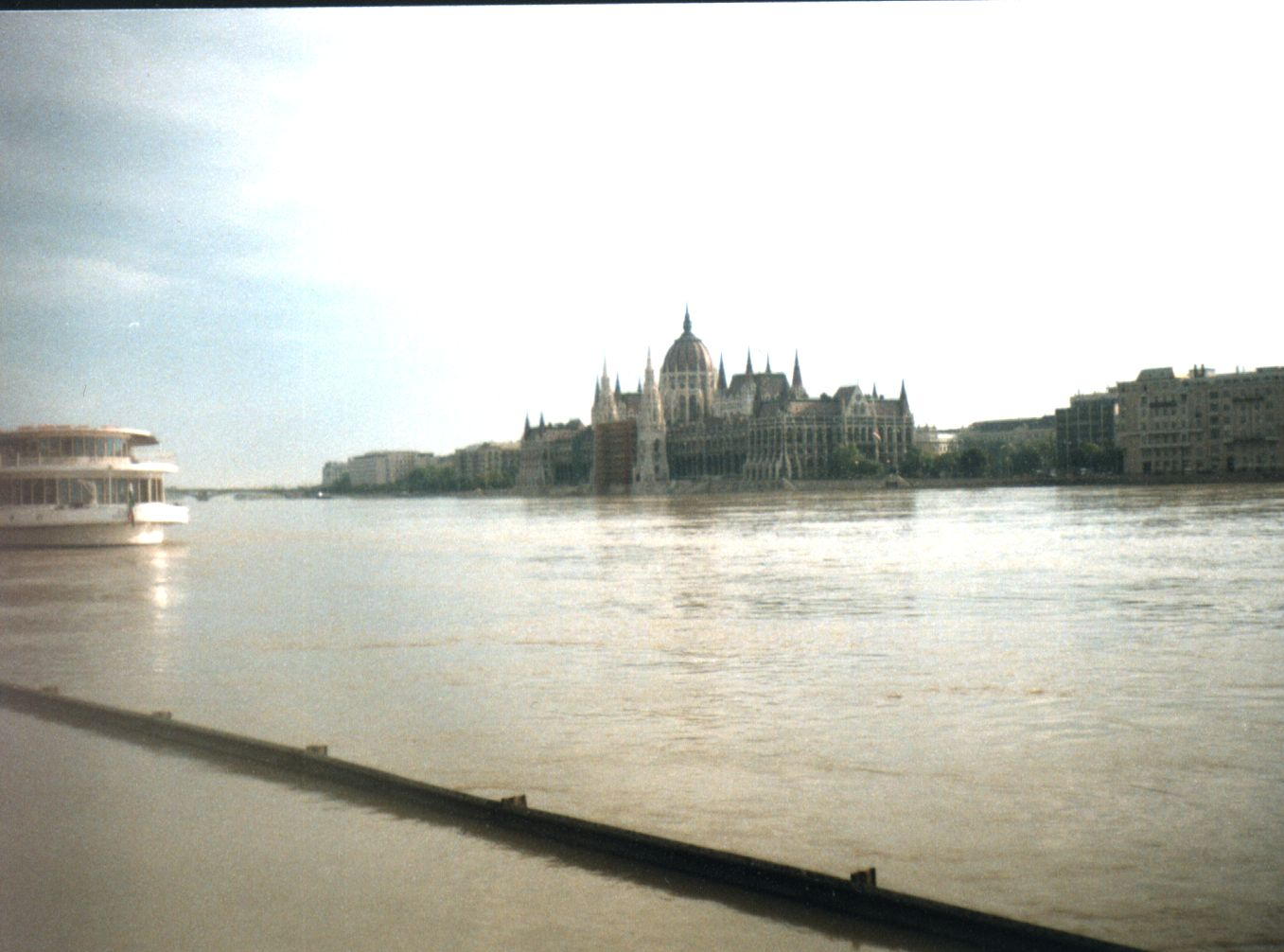
ドナウ川の氾濫とブダペストの国会議事堂（2002年）

拡大登録が認められた2ヵ月後に当たる2002年8月に、エルベ川とドナウ川の大氾濫によって、オーストリア、チェコ、ドイツなどの複数の世界遺産が被害を受けた。世界遺産センターは被害を受けた世界遺産として「古典主義の都ヴァイマル」「ヴァッハウ渓谷の文化的景観」「チェスキー・クルムロフ歴史地区」など10件を公表したが、そこにはドナウ河岸に展開するブダペストの登録地域も含まれていた。